# Fauna Australii
Fauna Australii – różni się zasadniczo od fauny z innych rejonów świata. Wiele australijskich zwierząt nie występuje nigdzie indziej. 83% ssaków, 89% gadów, 90% ryb i 93% płazów żyjących w Australii jest endemitami. Tak duża liczba endemicznych gatunków jest wynikiem długiej geologicznej izolacji kontynentu. W Australii żyją dwa gatunki stekowców będących ogniwem pośrednim pomiędzy gadami i ssakami.
Przybycie ludzi (Aborygeni) do Australii około 50 000 lat temu przesmykiem z Azji i osadników europejskich od 1788, miało znaczący wpływ na australijską faunę. Przybysze z Azji przywieźli ze sobą psy (dingo), które zdziczały i zachwiały pierwotną równowagę pomiędzy żyjącymi tu gatunkami. Skutki pierwszej inwazji człowieka na bezludny wcześniej kontynent spowija mgła prehistorii odsłaniana pomału dzięki archeologii, etnografii i paleontologii. Europejczycy wprowadzili obce gatunki, często konkurujące z rodzimymi. Rozwój rolnictwa spowodował niszczenie pierwotnych środowisk co doprowadziło do wymarcia wielu gatunków. Obecnie chroni się pierwotne ekosystemy i rodzime gatunki poprzez przepisy ochronne i zakładanie Parków Narodowych.

## Przyczyny odrębności

Ziemia w triasie (200 milionów lat temu)

O tym, że fauna Australii rozwijała się samodzielnie zadecydowało kilka czynników. Przyczyniły się do tego zarówno zdarzenia geologiczne, jak i klimatyczne. W zamierzchłej przeszłości kontynent australijski stanowił południową część superkontynentu Gondwany, na który składały się też Ameryka Południowa, Afryka, Indie oraz Antarktyda. Około 140 milionów lat temu Gondwana zaczęła się rozpadać na mniejsze kontynenty jakie znamy dzisiaj. Natomiast około 50 mln lat temu Australia odłączyła się od Antarktydy i przez długi czas dryfowała samotnie aż do zderzenia się indoaustralijskiej płyty tektonicznej z Azją w epoce miocenu (23–5,3 mln lat temu). Przez ten okres fauna Australii była izolowana od fauny z pozostałych części świata dzięki temu australijskie torbacze mogły rozwijać się samodzielnie nie narażone na konkurencję ssaków łożyskowych z innych kontynentów.

### Linia Wallace’a i linia Lyddekera

Linia Wallace’a będąca hipotetyczną barierą migracji gatunków do i z Australii

W miocenie, prawdopodobnie przez Malaje do Australii dotarły pierwsze nieliczne zwierzęta z Azji (gryzonie). Linia Wallace’a będąca hipotetyczną linią rozdzielającą zoogeograficzne regiony Azji i Oceanii, pokrywa się ze wschodnią granicą geologiczną obszaru, który w plejstocenie, kiedy to poziom morza był znacznie niższy, stanowił jeden ląd wraz z Półwyspem Malajskim. Z kolei analogiczną do niej linią, która wyznacza plejstoceński zasięg lądu australijskiego jest linia Lydekkera (od nazwiska angielskiego geologa, naturalisty i zoogeografa Richarda Lydekkera). Pokrywa się ona z zachodnim zasięgiem szelfu kontynentalnego Australii (izobata 200 m). Granice te przeszkodziły w ukształtowaniu się połączeń lądowych przez co ograniczyły przechodzenie gatunków z jednej strony na drugą (z wyjątkiem ptaków i nietoperzy), co wyjaśnia odmienność zoologiczną tych rejonów. Wraz z ukształtowaniem w środkowym oligocenie (ok. 15 mln lat temu) okołobiegunowego prądu morskiego, australijski klimat stawał się coraz bardziej suchy, co spowodowało wyginięcie wielu ówczesnych gatunków, niepotrafiących przystosować się do zbyt szybko zmieniających się warunków życia.

## Ssaki
Australia ma bogatą historię ssaków kopalnych, jak również ogromne zróżnicowanie żyjących gatunków ssaków. Wymarłe ssaki australijskie są dość dobrze poznane dzięki licznym i często zachowanym w dobrym stanie szczątkom kopalnym. Australia jest jedynym kontynentem, na którym występują stekowce. Materiał kopalny wskazuje, że były tu obecne od wczesnej kredy (145–99 mln lat temu), a torbacze i ssaki łożyskowe pojawiły się w eocenie (56–34 mln lat temu), kiedy pojawiły się pierwsze ssaki współczesne. I chociaż torbacze i ssaki łożyskowe koegzystowały tutaj w eocenie, to tylko torbacze przeżyły do naszych czasów. Ssaki łożyskowe ponownie pojawiły się w Australii w miocenie, gdy Australia znajdowała się bliżej Indonezji. Z tego okresu w materiale kopalnym są znajdywane szczątki nietoperzy i gryzoni. Torbacze rozwinęły się i wypełniły podobne nisze ekologiczne będąc w wielu przypadkach fizycznie podobnymi do ich łożyskowych odpowiedników w Eurazji i Ameryce Północnej, gdzie łożyskowce zajmują podobne nisze. Zjawisko takiego zbieżnego rozwoju nazywa się konwergencją lub ewolucją konwergentną. Na przykład stojący najwyżej w hierarchii pokarmowej drapieżnik wilkowór tasmański (tzw. wilk workowaty) jest uderzająco podobny do psowatych jak wilk szary. Koale i leniwce prowadzą podobny nadrzewny i jakby spowolniony tryb życia. Lotopałankowate i polatuchy mają podobne adaptacje do nadrzewnego trybu życia. Torbacze mrówkożerowate i mrówkojady są zwierzętami owadożernymi.

### Stekowce

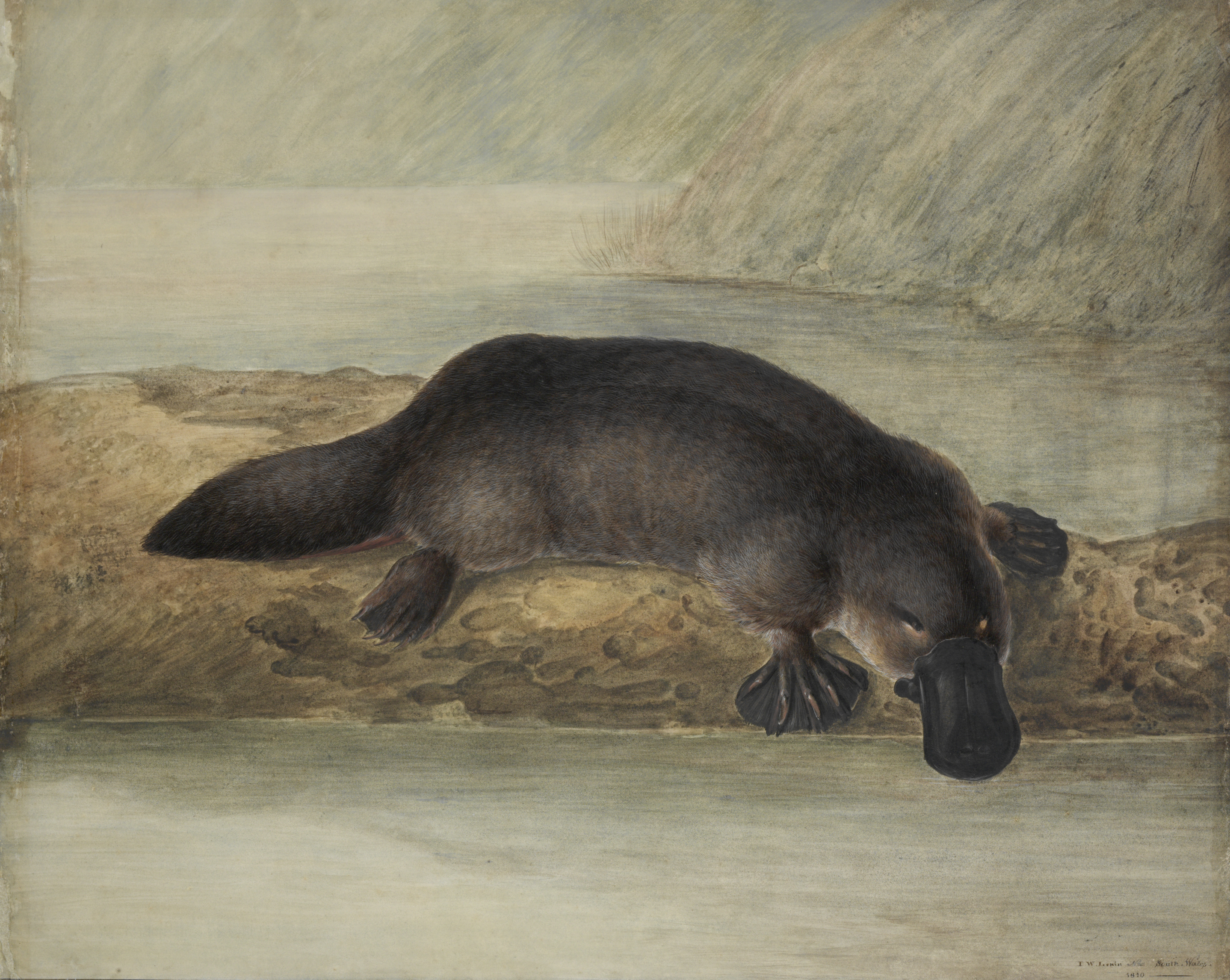
Dziobak

Stekowce (Monotremata) stanowią rząd najbardziej prymitywnych ssaków, których cechą charakterystyczną jest unikatowa metoda rozmnażania: Są jajorodne, tzn. składają jaja zamiast rodzenia żywych młodych, tak jak robią to torbacze i ssaki łożyskowe. U zarodków występuje ząb jajowy pomocny w rozbijaniu skorupy jaja. Cechy te czynią je podobnymi do gadów. Inne gadzie cechy to obecność steku i kości kruczej (coracoideum) łączącej łopatkę z mostkiem, czego konsekwencją jest umieszczenie kończyn z boków ciała i gadzi sposób chodzenia na rozstawionych kończynach. Cechy te u pozostałych ssaków nie występują. Natomiast cechy upodobniające je do innych ssaków to posiadanie gruczołów mlecznych, stałocieplność i obecność trzech kostek słuchowych. Ich układ krążenia i oddychania jest typowy dla ssaków. Dwa z pięciu znanych żyjących gatunków stekowców występują w Australii. Są to dziobak i kolczatka. Pozostałe trzy kolczatki występują na pobliskiej Nowej Gwinei.
Dziobak jest jednym z najdziwniejszych stworzeń w królestwie zwierząt. Prowadzi ziemnowodny tryb życia, ma dziób podobny do kaczego, chociaż pokryty miękką skórą, płaski i szeroki ogon oraz błonę pławną pomiędzy palcami wszystkich kończyn, dzięki czemu jest dobrym pływakiem. Jako jedyny ssak posiada kolec jadowy (występuje tylko u samców) umieszczony na obu tylnych kostkach odnóży, wykorzystywany zapewne w walkach o terytorium i o samice. Ukłucie nie jest groźne dla życia człowieka, lecz powoduje silny ból i opuchliznę, która może się utrzymywać przez kilka miesięcy, a dla mniejszych zwierząt (np. psów) jad dziobaka jest śmiertelny. Na dziobie ma receptory, którymi wyłapuje oddziaływanie elektryczne innych zwierząt, co wykorzystuje przy znajdowaniu i chwytaniu ofiary, ponieważ podczas nurkowania ma zamknięte oczy. Kiedy skóra dziobaka została po raz pierwszy zaprezentowana przez Josepha Banksa angielskim naturalistom pod koniec XIX wieku, byli przekonani, że musi to być zręcznie stworzona mistyfikacja. Dziobaki występują jedynie na niezbyt rozległym obszarze obejmującym południowo-wschodnią Australię i Tasmanię. Na tym samym obszarze są znajdowane ich skamieniałości z okresu ostatniego miliona lat.

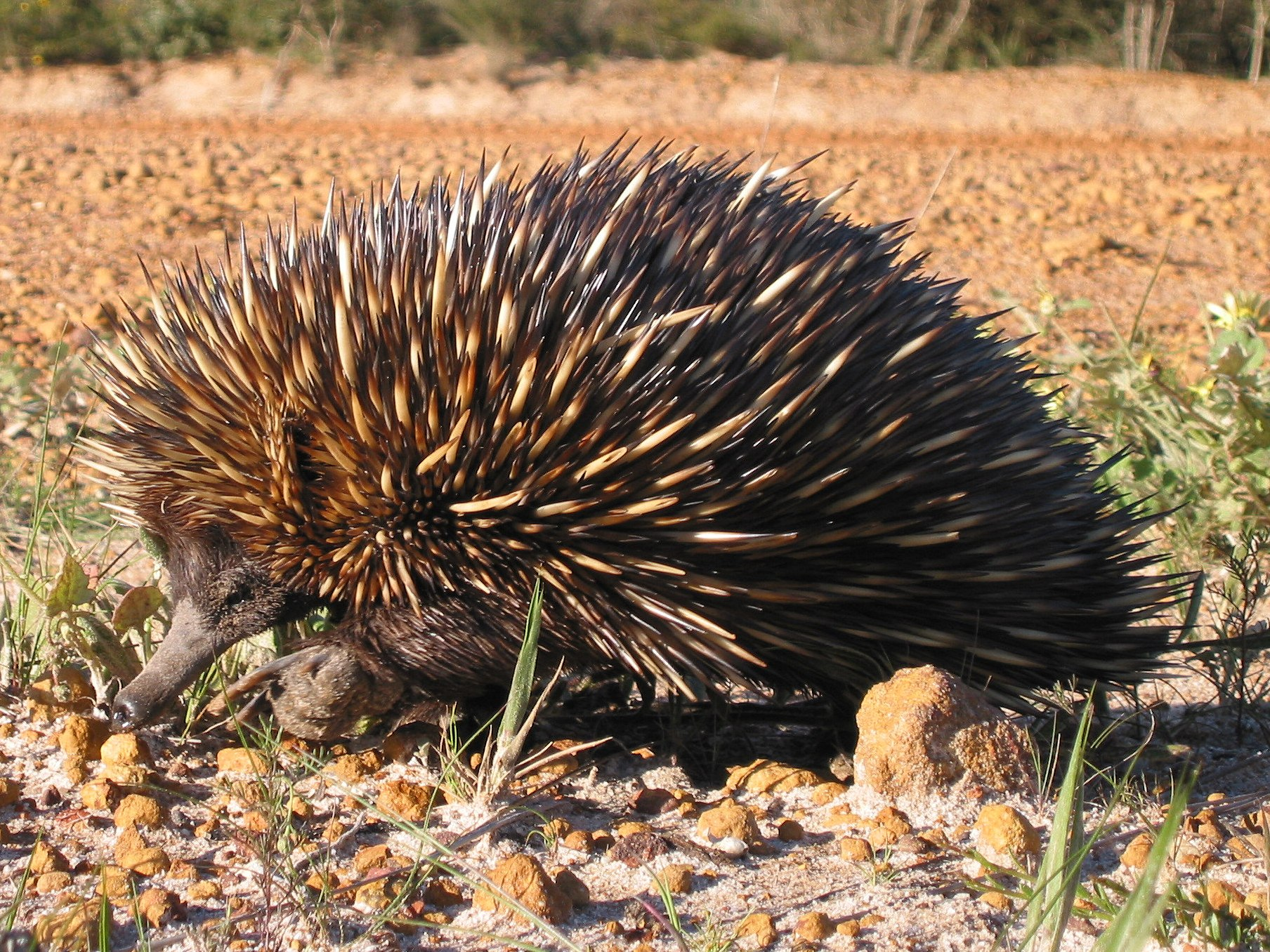
Kolczatka australijska (Tachyglossus aculeatus)

Kolczatka ma powstałe z przekształconych włosów kolce, posiada rurowaty długi ryjek (o kostnej podstawie) zakończony małym otworem gębowym. Język bardzo długi (do 18 cm), pokryty lepką śliną, do której przylepiają się owady. Potrafi go wyciągać i wciągać do pyska około 100 razy na minutę kiedy łapie termity. Zdobycz miażdżona jest między rogowymi naroślami w jamie ustnej. Łapy ma silne, przystosowane do kopania w ziemi, u samców na tylnych kończynach ostrogi do obrony. W razie konieczności potrafi pływać. Jej głównym zmysłem jest węch.

### Torbacze
Australię można nazwać krainą torbaczy, które opanowały tu większość środowisk, i które przynajmniej od początku trzeciorzędu różnicowały się na nowe wyspecjalizowane formy. Torbacze (Marsupialia) charakteryzują się obecnością torby, w której wychowują młode. Za najbardziej prymitywne uważa się drapieżne niełazowate (Dasyuridae), u których torba jest najsłabiej rozwinięta.

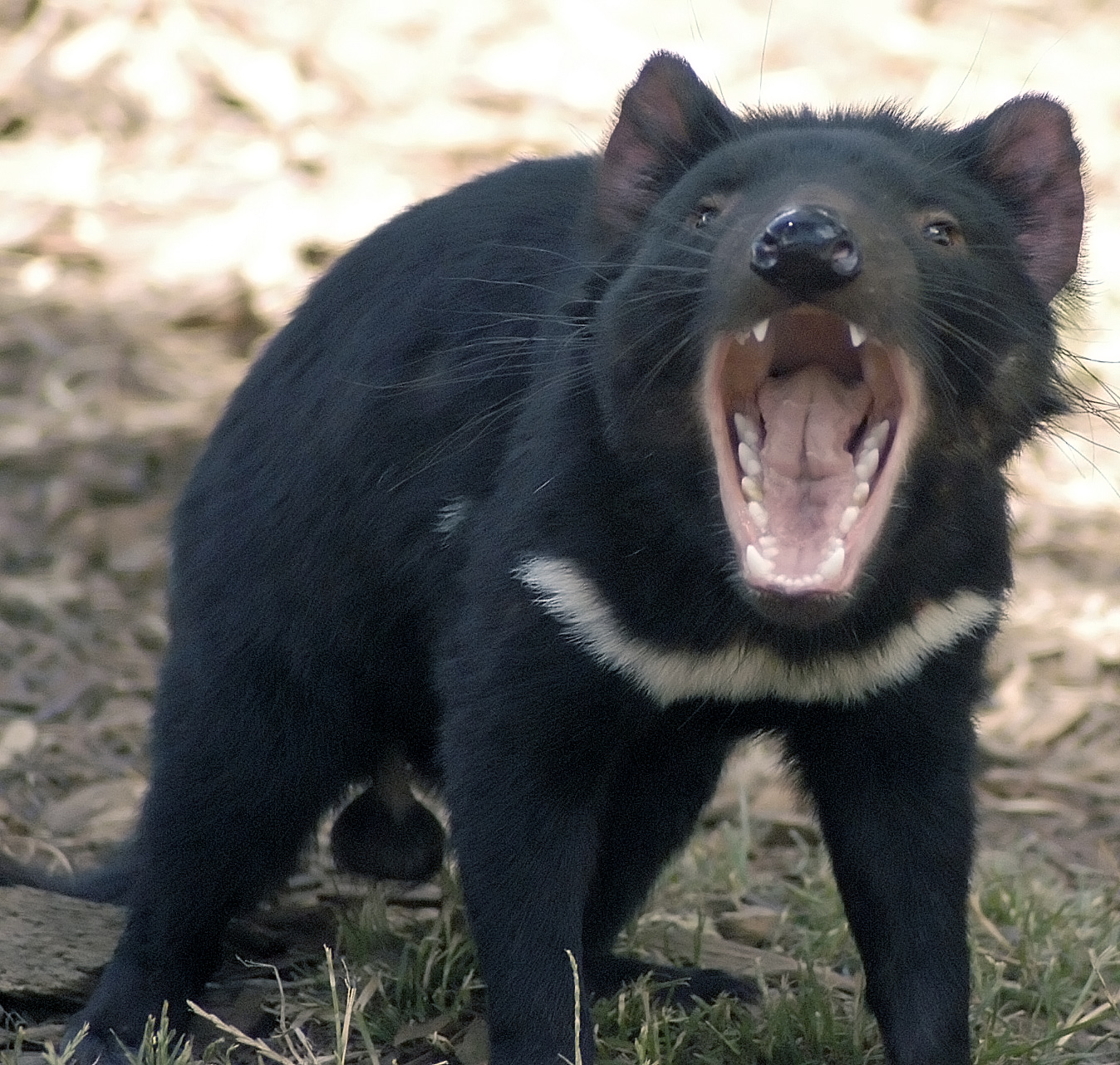
Diabeł tasmański jest największym żyjącym mięsożernym torbaczem

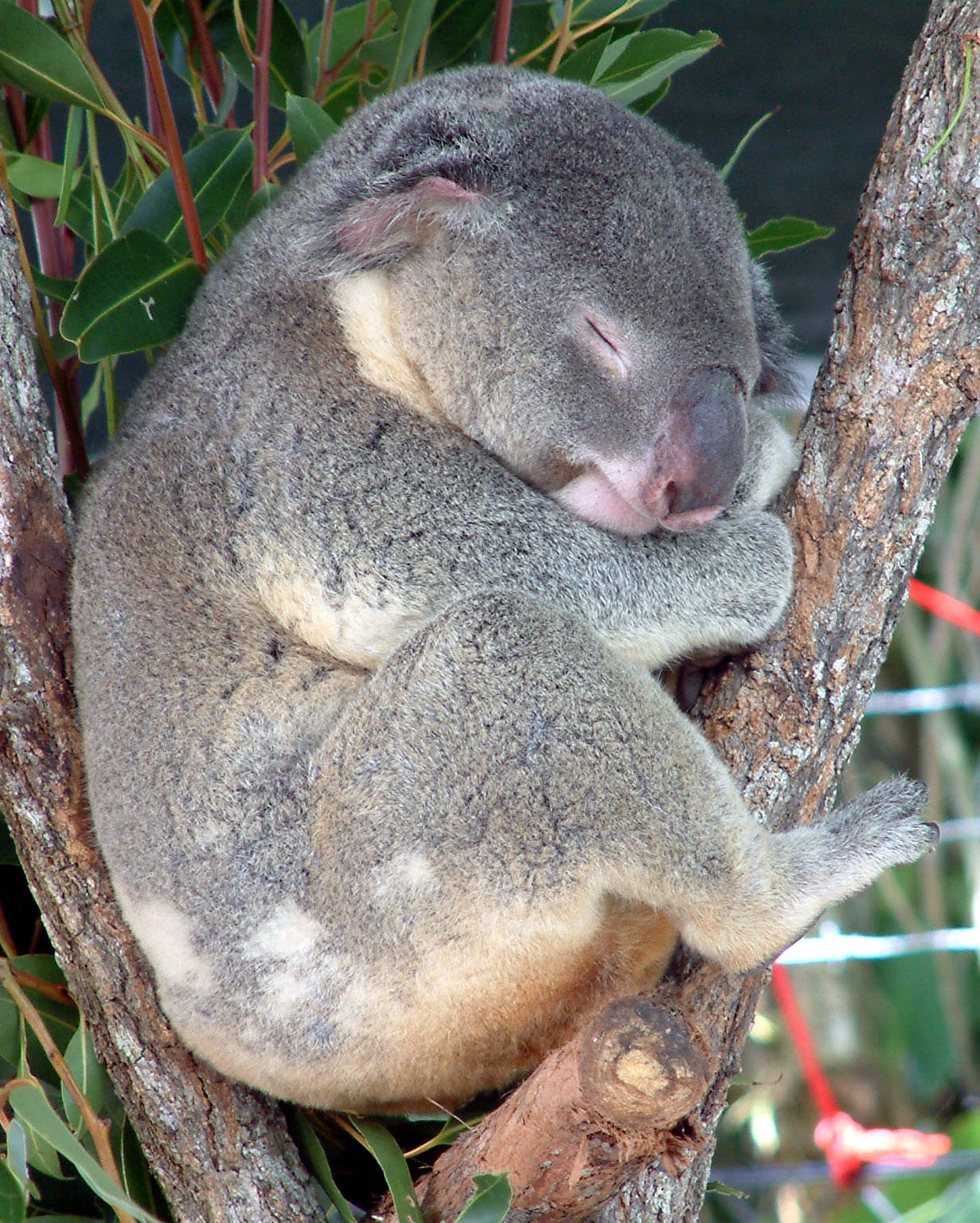
Koala (Phascolarctos cinereus)

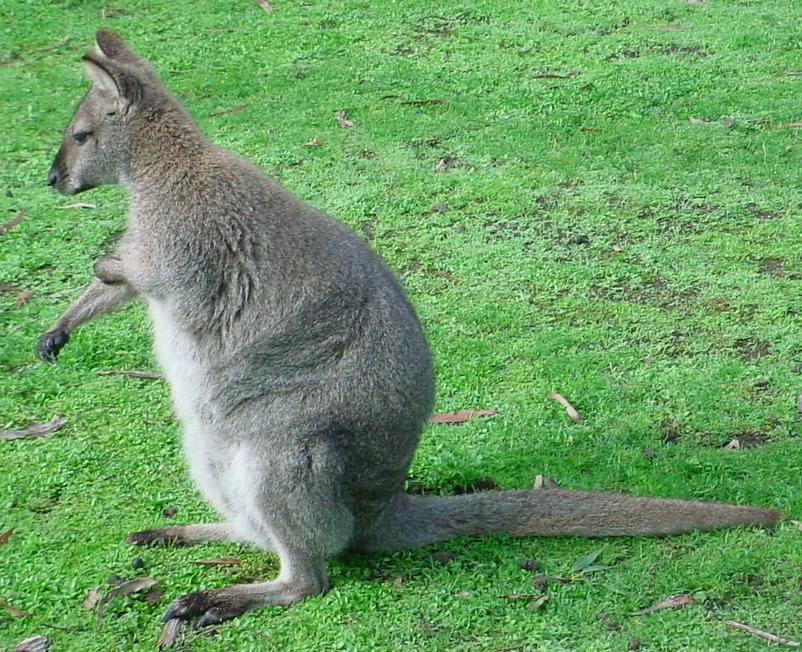
Kangur rdzawoszyi (d. walabia Bennetta; Macropus rufogrisseus)

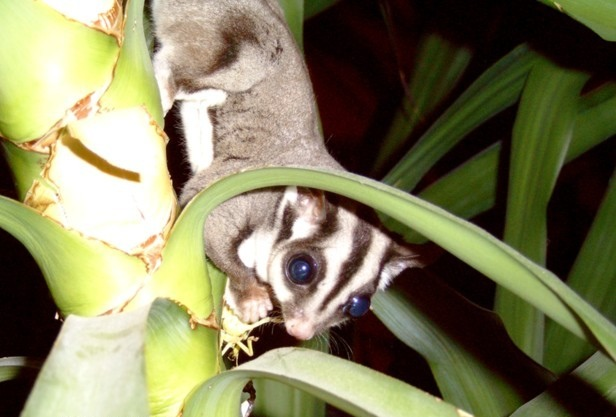
Lotopałanka karłowata (Petaurus breviceps)

Drapieżne torbacze żyjące współcześnie należą do trzech rodzin: wspomniane już niełazowate (ok. 50 gatunków), kretoworowate (Notoryctidae) z dwoma gatunkami i mrówkożer workowaty (Myrmecobius fasciatus), który jest jedynym żyjącym członkiem mrówkożerowatych (Myrmecobiidae). Wilkowór tasmański (Thylacinus cynocephalus) należący do rodziny wilkoworowatych (Thylacinidae) był największym spośród drapieżnych torbaczy, ale obecnie uważa się go za gatunek wymarły, gdyż ostatni żywy okaz dożył w niewoli do 1936 roku. To jedyny torbacz zagrażający dużym kangurom. Jego pysk zawierał komplet czterdziestu sześciu zębów, a szczęki mógł rozwierać pod kątem 180 stopni. Obecnie największym żyjącym mięsożernym torbaczem jest diabeł tasmański, który jest wielkości małego psa i chociaż potrafi polować, to głównie żywi się padliną. Na kontynencie australijskim wymarł około 600 lat temu, a obecnie żyje tylko na Tasmanii.
Do rodzaju niełaz (Dasyurus) należą gatunki, będące nocnymi drapieżnikami o ciemnej sierści w jasne plamki wielkości kota zwane niekiedy kunami workowatymi.
Pozostałe niełazowate są niewielkimi zwierzętami wielkości myszy mającymi masę mniejszą niż 100 g. Dwa gatunki kretoworowatych bardzo podobne do kreta, prowadzące też podobny tryb życia i też odżywiające się dżdżownicami i innymi bezkręgowcami. Oba zamieszkują południowo-zachodnią część Australii.
Jamrajowate (Peramelidae) nazywane borsukami workowatymi są zwierzętami wszystkożernymi. W Australii występuje ich 7 gatunków i żadne nie są liczne. Są małymi zwierzętami, które wyróżnia kilka charakterystycznych cech tj. wydłużony zwężający się pysk, duże pionowe uszy i długi cienki ogon. Ich ewolucyjny początek jest niejasny, ponieważ posiadają cechy zarówno drapieżnych, jak i roślinożernych torbaczy. Jednym z ich przedstawicieli jest wielkouch króliczy będący niewielkim zwierzęciem obdarzonym nieproporcjonalnie wielkimi uszami, ułatwiającymi chłodzenie organizmu. W dzień chowa się przed upałami w wykopanych przez siebie długich podziemnych norach. Żeruje po zapadnięciu zmroku na termitach i larwach chrząszczy.
Roślinożerne torbacze należą do rzędu dwuprzodozębowców (Diprotodontia), w którym wyróżnia się jedenaście lub dwanaście rodzin (wraz z jedną wymarłą) w zależności od tego czy torebnik piżmowy (Hypsiprymnodon moschatus) jest klasyfikowany jako oddzielna monogatunkowa rodzina (Hypsiprymnodontidae) lub jako podrodzina kanguroszczurowatych (Hypsiprymnodontinae).
Do wombatokształtnych należą trzy gatunki wombatowatych (Vombatidae) i koala (Phascolarctos cinereus), który jest chyba najbardziej znanym torbaczem z powodu podobieństwa do pluszowego niedźwiadka. Żyje we wschodniej Australii prowadząc samotny tryb życia lub w niewielkich grupach złożonych z samca i kilku samic. Większość życia spędza na drzewach eukaliptusów, żywiąc się liśćmi około 120 ich gatunków. Czas, kiedy nie żeruje, przeznacza na spanie. Na ziemię schodzi tylko po to, by przejść na kolejne drzewo. Musi to czynić nie dlatego, że na danym drzewie brakuje już liści, ale dlatego, że liście eukaliptusów okresowo stają się trujące wydzielając kwas pruski. Obywa się bez picia czerpiąc wilgoć z liści i soków w nich zawartych.
Wombaty żerują na ziemi jedząc trawy, turzyce i korzenie. Podobnie jak gryzonie używają przednich zębów i potężnych pazurów, by kopać obszerne systemy jam. Aktywne są zwykle o zmierzchu i w nocy.
Do podrzędu Phalangerida wchodzą rodziny: pałanki (Phalangeridae) nazywane też oposami australijskimi, lotopałanki (Petauridae), drzewnicowate (Burramyidae) zwane oposami karłowatymi i kangury. Oposy są zróżnicowaną grupą nadrzewnych torbaczy o rozmiarach od ważących 7 g Cercartetus lepidus z rodziny drzewnicowatych będącym jednym z najmniejszych torbaczy świata do wielkości kota jak pałanka wędrowna (Psudocheirus peregrinus) i kitanka lisia (d. pałanka kuzu, Trichosurus vulpecula). Lotopałanka karłowata (Petaurus breviceps) i Petaurus norfolcensis to gatunki torbaczy, które opanowały lot ślizgowy do przemieszczania się między drzewami eukaliptusów we wschodniej Australii. Szybujące oposy mają membrany nazwane patagiums, które rozkładają między piątym palcem kończyny przedniej i pierwszym palcem kończyny tylnej. Dzięki nim mogą pokonywać odległości rzędu kilkudziesięciu metrów.
Kangury dzielą się na trzy rodziny: Hypsiprymnodontidae, której jedynym przedstawicielem jest torebnik piżmowy (Hypsiprymnodon moschatus), kanguroszczurowate (Potoroidae) i kangurowate. Kangury opanowały wszystkie środowiska lądowe z wyjątkiem obszarów typu alpejskiego w wysokich górach. Do tej grupy wchodzą kangury i wallabie. Większość kangurów ma duże tylne nogi zakończone długimi wąskimi stopami z czterema palcami i potężnie umięśnione ogony, których używają, aby podpierać się w czasie dwunożnego chodu, i który przekazuje energię w czasie skoków. Krótkie przednie kończyny mają pięć oddzielnych palców. Najmniejszym i zarazem jedynym gatunkiem czworonożnym jest torebnik piżmowy osiągający długość ciała do 33 cm i masę ok. 0,5 kg, podczas gdy największy kangur rudy (Macropus rufus) może osiągać wraz z długim ogonem do 3 m długości i masę około 80 kg.
W Australii wystąpiło zjawisko konwergencji jako niezależnego procesu ewolucyjnego prowadzącego do upodobnienia się torbaczy z nie spokrewnionymi z nimi ssakami łożyskowymi z innych kontynentów zamieszkującymi podobne środowiska.
| Odpowiedniki ssaków łożyskowych wśród australijskich torbaczy | Odpowiedniki ssaków łożyskowych wśród australijskich torbaczy |
| Torbacze                                                      | Ssaki łożyskowe                                               |
| ------------------------------------------------------------- | ------------------------------------------------------------- |
| kangury                                                       | jelenie i antylopy                                            |
| jamraje                                                       | króliki i borsuki                                             |
| lotopałankowate                                               | wiewiórki                                                     |
| wombaty                                                       | nutria                                                        |
| poturu                                                        | szczury                                                       |
| dydelf karłowaty                                              | myszy                                                         |
| ryjówka workowata                                             | ryjówki                                                       |
| kretowór południowy                                           | kret                                                          |
| drzewnicowate                                                 | suseł                                                         |
| koala                                                         | leniwiec                                                      |
| kuskus plamisty                                               | lemur                                                         |
| niełaz plamisty                                               | łasicowate                                                    |
| diabeł tasmański                                              | niedźwiedzie                                                  |
| wilkowór tasmański                                            | wilk szary                                                    |
| kitanka lisia (tzw. lis workowaty)                            | lis                                                           |

### Ssaki łożyskowe
Australijskie rodzime ssaki łożyskowe należą do dwóch rzędów: nietoperze (Chiroptera) reprezentowane przez 6 rodzin i gryzonie (Rodentia) z 1 rodziną myszowatych (Muridae). Nietoperze i gryzonie stosunkowo niedawno przybyły do Australii. Nietoperze są obecne w kopalnych warstwach od 15 mln lat i najprawdopodobniej przybyły z Azji. Żyją tutaj tylko 2 endemiczne rodzaje nietoperzy, mimo że Australię zamieszkuje 7% wszystkich gatunków nietoperzy. Gryzonie po raz pierwszy przybyły do Australii około 5–10 mln lat temu i tworzą dziś grupę tzw. „starych endemitów”. Prawdopodobnie dotarły tutaj przypadkowo (np. na kłodach drzew) stopniowo przemieszczając się na kolejne wyspy Archipelagu Malajskiego i wyewoluowały do 14 żyjących obecnie rodzajów rozprzestrzenionych na całym kontynencie. Około miliona lat temu, przodek szczura dotarł do Australii poprzez Nową Gwineę i ewoluował tu do 7 gatunków z rodzaju Rattus, określanych zbiorczą nazwą „nowych endemitów”.

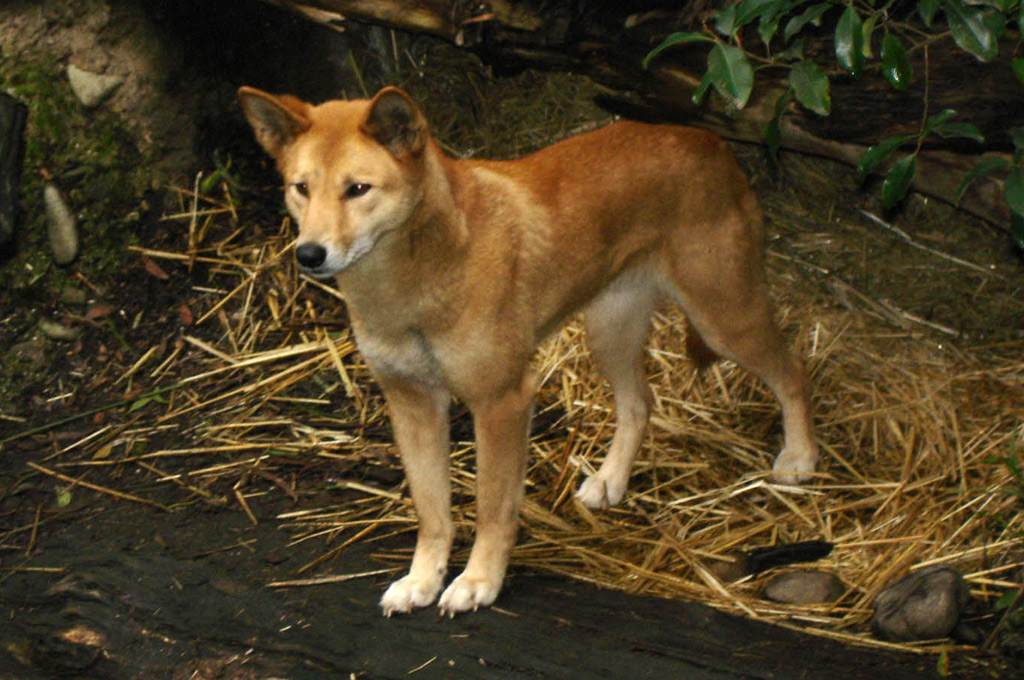
Dingo australijski, pierwszy ssak łożyskowy wprowadzony przez człowieka

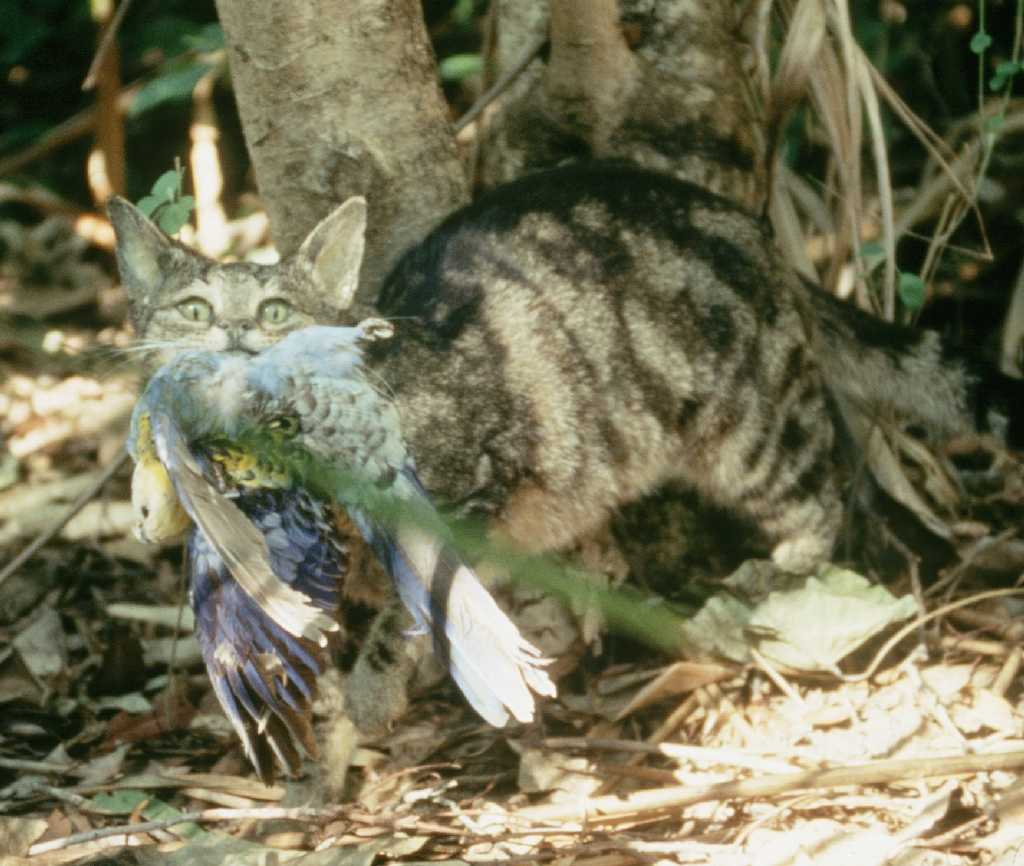
Zdziczałe koty są zagrożeniem dla rodzimych gatunków; tu upolowana została australijska rozella blada

Wraz z osadnictwem zostało introdukowanych do Australii także wiele innych przedstawicieli ssaków łożyskowych, które potem utworzyły wtórne, zdziczałe populacje. Pierwszym zwierzęciem wprowadzonym przez człowieka był pies dingo. Dowody kopalne wskazują, że nastąpiło to około 5000 lat temu. Kiedy Europejczycy zaczęli zasiedlać Australię, celowo przywozili i wypuszczali na wolność gatunki zwierząt z różnych rejonów świata, takie jak: lis rudy (Vulpes vulpes), zając szarak (Lepus europaeus), królik domowy (Oryctolagus cuniculus). Niektóre udomowione gatunki zwierząt z czasem same uciekły i wtórnie zdziczały, jak na przykład: kot domowy (Felis silvestris catus), jeleniowate: daniel (Dama dama), jeleń szlachetny (Cervus elaphus), sambar jednobarwny (Rusa unicolor), sambar sundajski (Rusa timorensis), aksis czytal (Axis axis), aksis bengalski (Axis porcinus), koniowate: koń domowy (Equus caballus) i osioł (Equus asinus), a także: świnia domowa (Sus scrofa domestica), koza domowa (Capra aegagrus hircus), wół domowy (Bubalus bubalis), antylopa indyjska (Antilope cervicapra) i dromader (Camelus dromedarius). Tylko trzy gatunki ssaków łożyskowych zostały przypadkowo przywleczone: mysz domowa (Mus musculus), szczur śniady (Rattus rattus) i szczur wędrowny (Rattus norvegicus).
W przybrzeżnych wodach żyje 46 morskich ssaków z rzędu waleni (Cetacea). Większość z nich są gatunkami kosmopolitycznymi występującymi we wszystkich oceanach świata. Z podrzędu fiszbinowców (Mysticeti) żyje 9 gatunków a wśród nich ogromny humbak, a z podrzędu zębowców (Odontoceti) żyje 37 gatunków, w tym wszystkie sześć rodzajów rodziny wali dziobogłowych (Ziphiidae) i 21 gatunków delfinów oceanicznych (Delphinidae), w tym opisany pierwszy raz w 2005 (Orcaella heinsohni). Kilka z nich okresowo przebywa we wszystkich wodach dookoła kontynentu jak np. orka (Orcinus orca), a niektóre przebywają tylko w cieplejszych wodach północnych jak np. oreczka krótkogłowa (Orcaella brevirostris).
Diugoń przybrzeżny (Dugong dugon), jedyny przedstawiciel rodziny diugoniowatych (Dugongidae) jest gatunkiem zagrożonym wyginięciem. Zamieszkuje wody północno-wschodniej i północno-zachodniej Australii, a szczególnie Cieśninę Torresa. Może dorastać do 3 m długości i ważyć do 400 kg. Żywi się trawą morską w strefach przybrzeżnych. Niszczenie łąk traw morskich jest zagrożeniem dla tego gatunku.
U południowych wybrzeży Australii i na jej subantarktycznych terytoriach żyje dziesięć gatunków płetwonogich (Pinnipedia). Są to np. australijski lew morski, czyli otarka australijska (Neophoca cinerea) wpisany na listę zwierząt zagrożonych. Obecnie ich populacja wynosi około 10000 osobników z powodu polowań na nie od czasu europejskiej kolonizacji dla zdobycia ich futer. Innym przedstawicielem rodziny uchatkowatych (Otariidae) jest podgatunek kotika nowozelandzkiego (Arctocephalus forsteri doriferus), którego populacja jest stabilna i szacowana na 50–60 tys. osobników.

## Ptaki

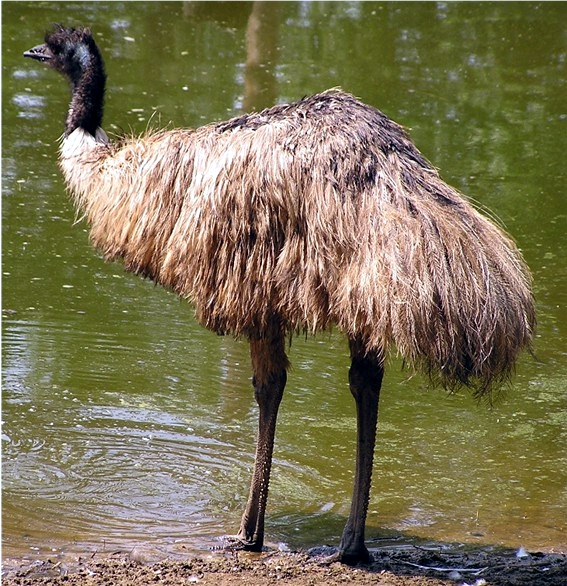
Emu to drugi pod względem wielkości ptak świata. Jego wizerunek umieszczono w godle Australii.

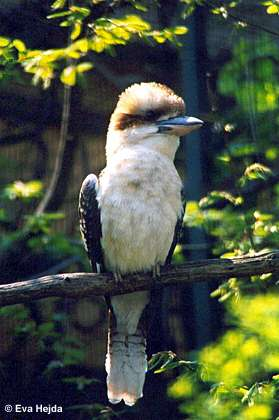
Kukabura chichotliwa to największy gatunek z rodziny zimorodków

Na terenie Australii i otaczających ją terytoriów żyje ponad 800 gatunków ptaków. Około 350 z nich jest endemitami australijskiej krainy zoogeograficznej, na którą składa się Australia, Nowa Gwinea, Nowa Zelandia i wyspy południowo-zachodniego Pacyfiku. Najstarsze kopalne szczątki przodków tutejszych ptaków znajdowano już w późnych osadach oligoceńskich. Ptaki krainy australijskiej należą do 58 rodzin z czego 12 jest endemicznych. Rodziny endemiczne to: nielotne strusiopodobne emu (3 gatunki) i kazuary (3 gatunki w tym 1 australijski kazuar hełmiasty) oraz nogale (12 gatunków), sowniki (9 gatunków), lirogony (2 endemiczne gatunki australijskie: lirogon wspaniały i lirogon skromny), gąszczaki (2 endemiczne gatunki australijskie), czerwonki, miodojady, srokacze, gralinowate (4 gatunki: tym gralina srokata (Grallina cyanoleuca) i gralina potokowa (Grallina bruijni), apostoł australijski (Struthidea cinerea) i skałowron (Corcorax melanorhamphos)), altanniki (17 gatunków), ptaki rajskie (41 gatunków).
Emu (Dromaiidae) i kazuary (Casuariidae) należą do tego samego rzędu kazuarowych (Casuariformes) a charakteryzują się dużymi rozmiarami, brakiem mostka, redukcją skrzydeł i zdolnością do szybkiego biegu. Ich pisklęta są zagniazdownikami. Emu żyją w stadach na otwartej przestrzeni a kazuary są z reguły samotnikami żyjącymi w lasach broniącymi swego terytorium oraz mają kostną narośl na czaszce w kształcie hełmu.
Nogale (Megapodidae) charakteryzują się tym, że nie wysiadują swoich jaj, a wykorzystują do ich inkubacji ciepło słońca lub ciepło wydzielane podczas fermentacji gnijących roślin a głównie liści. Do ptaków aktywnych po zmierzchu należy rodzina paszczaków (Podargidae), a jednym z największych jej przedstawicieli jest paszczak australijski (Podargus strigoides) nazywany tak z powodu wyjątkowej szerokości dzioba i paszczy.
Chwostki (Maluridae) to ptaki o przeciętnej długości ciała ok. 12 cm z długim ogonem, który najczęściej utrzymują zadarty nad grzbietem.
W Australii i Nowej Gwinei występuje większość z około 180 gatunków z rodziny miodojadów (Meliphagidae), które spełniają ważną rolę w zapylaniu pierwotnej flory australijskiej (ornitogamia). Charakterystycznym gatunkiem jest np. filemon sępiogłowy (Philaemon corniculatus) przypominający z wyglądu małego sępa. Natomiast jednym z najlepszych śpiewaków jest srokacz szary (Cracticus torquatus) z rodziny srokaczy (Cracticidae), u których melodyjny śpiew wydaje samiec i samica nawet w locie. Altanniki (Ptilonorhynchidae) są blisko spokrewnione z ptakami rajskimi. Samce konstruują budowle przypominające platformy, altanki lub aleje na których tokują. Natomiast ptaki rajskie (Paradiseidae) wyróżniają się najbardziej ozdobnym upierzeniem w całym ptasim świecie.
Australia nazywana jest krainą papug (Psittaciformes), z powodu ich licznego występowania, w szczególności rodziny kakadu (Cacatuidae), które podnoszą czub na głowie i podrodziny lor (Loriinae). Wielkie stada tworzą popularne w hodowli domowej papużki faliste (Melopsittacus undulatus), należące do podrodziny papug właściwych (Psittacinae), które w stanie dzikim mają ubarwienie zielonkawe. Również zimorodki (Alcedinidae) są bogato reprezentowane, a w tym największy z całej rodziny, należący do zimorodków leśnych, żyjących z dala od wody – kukabura chichotliwa (Dacelo novaeguineae) osiągający ok. 43 cm długości.

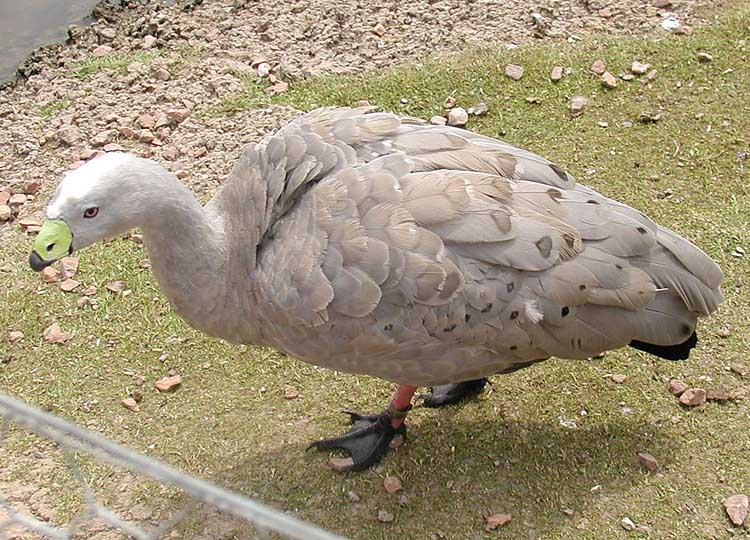
Kapodziób (Cereopsis novaehollandiae)

W północnej Australii i południowej Nowej Gwinei żyje gatunek z rodziny kaczkowatych (Anatidae) będący jedynym przedstawicielem podrodziny bezpłetwców (Anseranatinae) gęś skąpopłetwa (Anseranas semipalmata), która jako jedyna w rzędzie blaszkodziobych (Anseriformes) ma wielki palec skierowany do tyłu dzięki czemu może stabilnie siadać na gałęzi. Z podrodziny gęsiowatych (Anserinae) pospolitym ptakiem jest łabędź czarny (Cygnus atratus), a wysepki Cieśniny Bassa zamieszkuje kapodziób (Cereopsis novaehollandiae), o krótkim, tępym dziobie z górną częścią koloru zielonego, który nie lubi wody.
Do najpospolitszych ptaków Australii należy budująca zamknięte gniazdo z traw zeberka (Poephila guttata), zaliczana do rodziny astryld (Estrildidae).
Około 200 gatunków ptaków morskich żyje w pobliżu australijskiego wybrzeża w tym wiele prowadzących wędrowny tryb życia. Kontynent australijski jest końcowym przystankiem migracji wędrownych ptaków wodnych, które przylatują tu z dalekiego wschodu Rosji i Alaski przez południowo-wschodnią Azję do Australii i Nowej Zelandii. Około dwóch milionów ptaków podróżuje tym szlakiem do i z Australii każdego roku. Dużym i bardzo pospolitym morskim ptakiem jest pelikan australijski (Pelecanus conspicillatus), którego można spotkać przy większości cieków wodnych w Australii. Pingwin mały (Eudyptula minor) jest jedynym gatunkiem rodziny pingwinów (Sphenisciformes), który rozmnaża się na stałym lądzie Australii.

## Gady
Klimat Australii sprzyja ciepłolubnym gadom (Reptilia). Występują tu przedstawiciele 3 rzędów: żółwie (Testudines), krokodyle (Crocodilia) oraz łuskonośne (Squamata) w skład którego wchodzą jaszczurki i węże.

### Żółwie

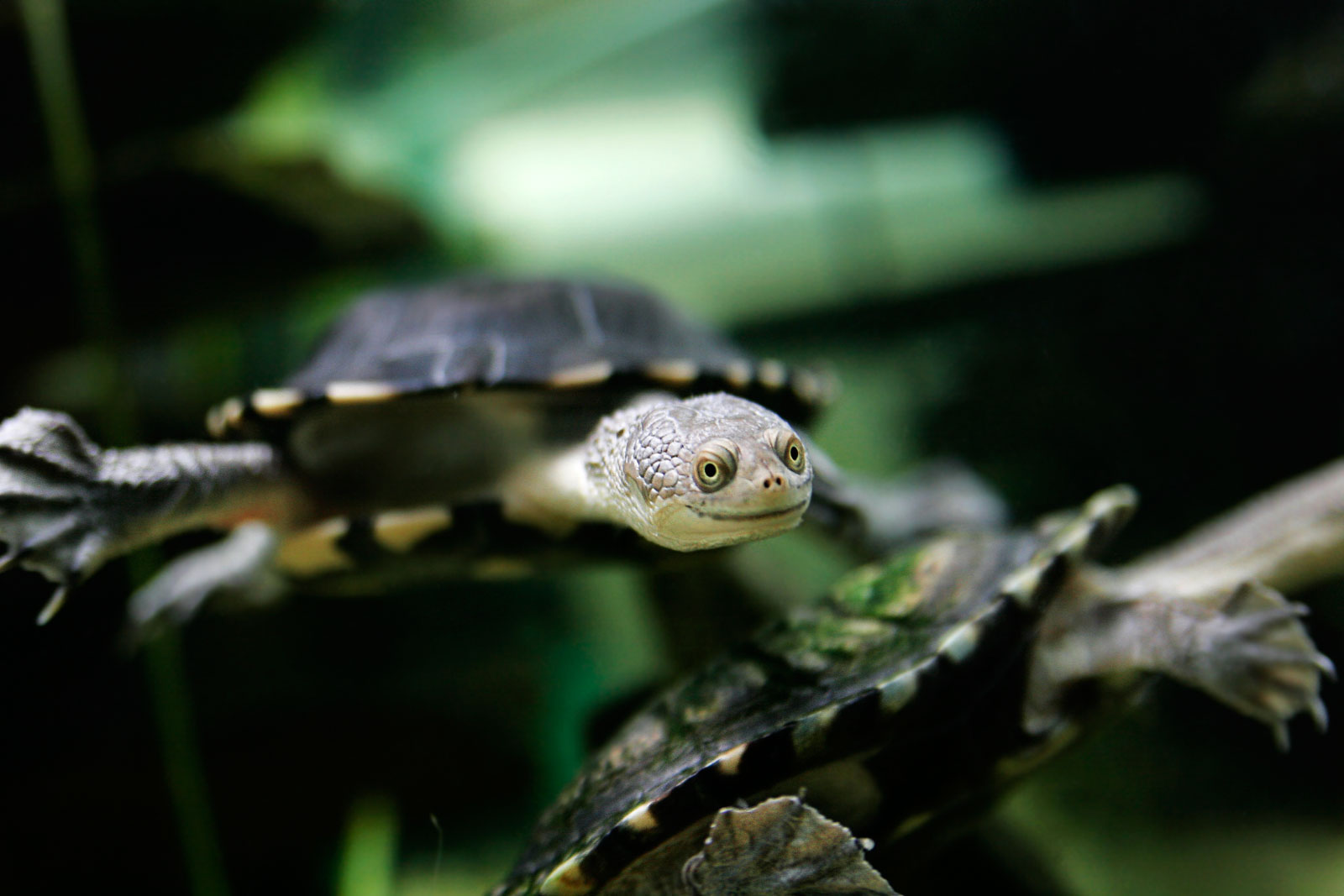
Żółw wężoszyi (Chelodina longicollis)

Australijskie wybrzeże jest odwiedzane przez 6 gatunków morskich żółwi w tym 5 z rodziny żółwi morskich (Cheloniidae): żółw natator (Natator depressa), żółw zielony (Chelonia mydas), żółw szylkretowy (Eretmocherys imbricata), żółw oliwkowy (Lepidochelys olivacea), żółw karetta (Caretta caretta) i jedyny przedstawiciel rodziny żółwi skórzastych (Dermochelyidae); żółw skórzasty (Dermochelys coriacea). Wszystkie one są pod ochroną w australijskich wodach. W wodach słodkich żyje 29 gatunków australijskich żółwi słodkowodnych należących do 8 rodzajów rodziny żółwi wężoszyjnych (Chelidae). Charakterystycznymi mieszkańcami Australii i Nowej Gwinei są żółwie z rodziny żółwi dwupazurzastych (Carettochelyidae). Ich przedstawicielem jest miękkoskórek dwupazurzasty (Carettochelys insculpta), który ma mięsisty ryjek, pancerz pokryty skórą i płetwiaste odnóża. Obecnie Australia i Antarktyda są jedynymi kontynentami, na których brak jest jakiegokolwiek gatunku żółwia lądowego.

### Krokodyle

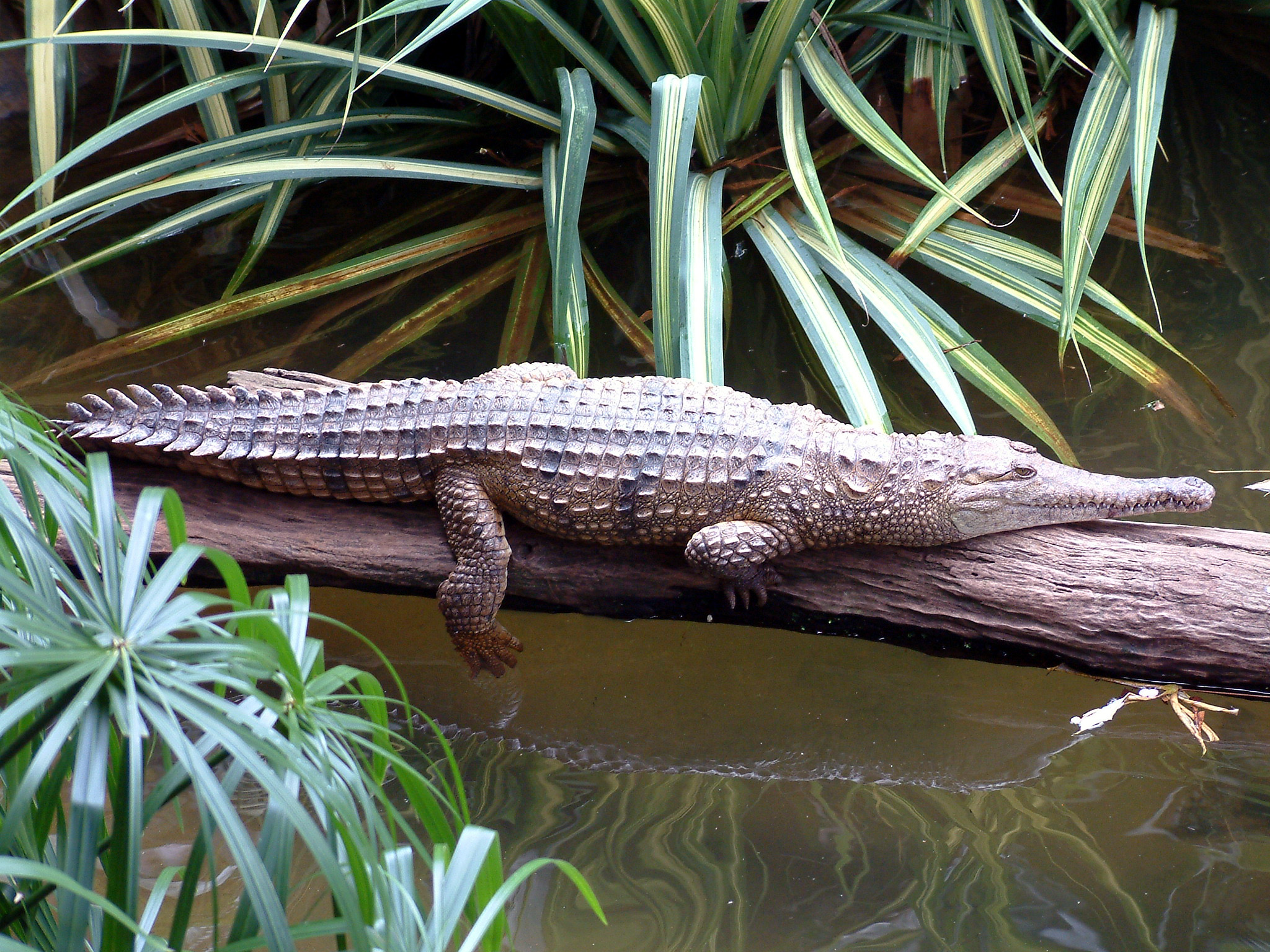
Krokodyl australijski (Crocodylus johnstoni)

W Australii występują dwa gatunki krokodyli właściwych: krokodyl różańcowy (Crocodylus porosus) i krokodyl australijski (Crocodylus johnstoni). Pierwszy z nich jest największym żyjącym gatunkiem krokodyla i zarazem największym żyjącym gadem. Lubi przebywać w wodach słonych lub słonawych takich jak ujścia rzek do morza i przymorskich bagniskach. Osiąga do 6 m długości i masę do 1300 kg. Jest bardzo niebezpieczny dla człowieka, którego atakuje, gdy tylko nadarzy się okazja i to nie tylko w pobliżu wody, ale i na suchym lądzie. W porze suchej zdarza się, że spotykany jest na pełnym morzu, co wyjaśnia jego szeroki zasięg występowania od wschodnich Indii do północnej Australii. Natomiast krokodyle australijskie przebywają z reguły w słodkich wodach północnej Australii (Australia Zachodnia, Terytorium Północne, Queensland) i nie są uważane za niebezpieczne dla ludzi. Jego środowiskiem życia są słodkowodne bagniska, rzeki, spokojne zatoczki i baseny napełnione wodą pozostałą po przejściu pory deszczowej, w czasie której tworzą się powodzie, a gdy przejdą, woda pozostaje w obniżeniach terenu.

### Jaszczurki i węże

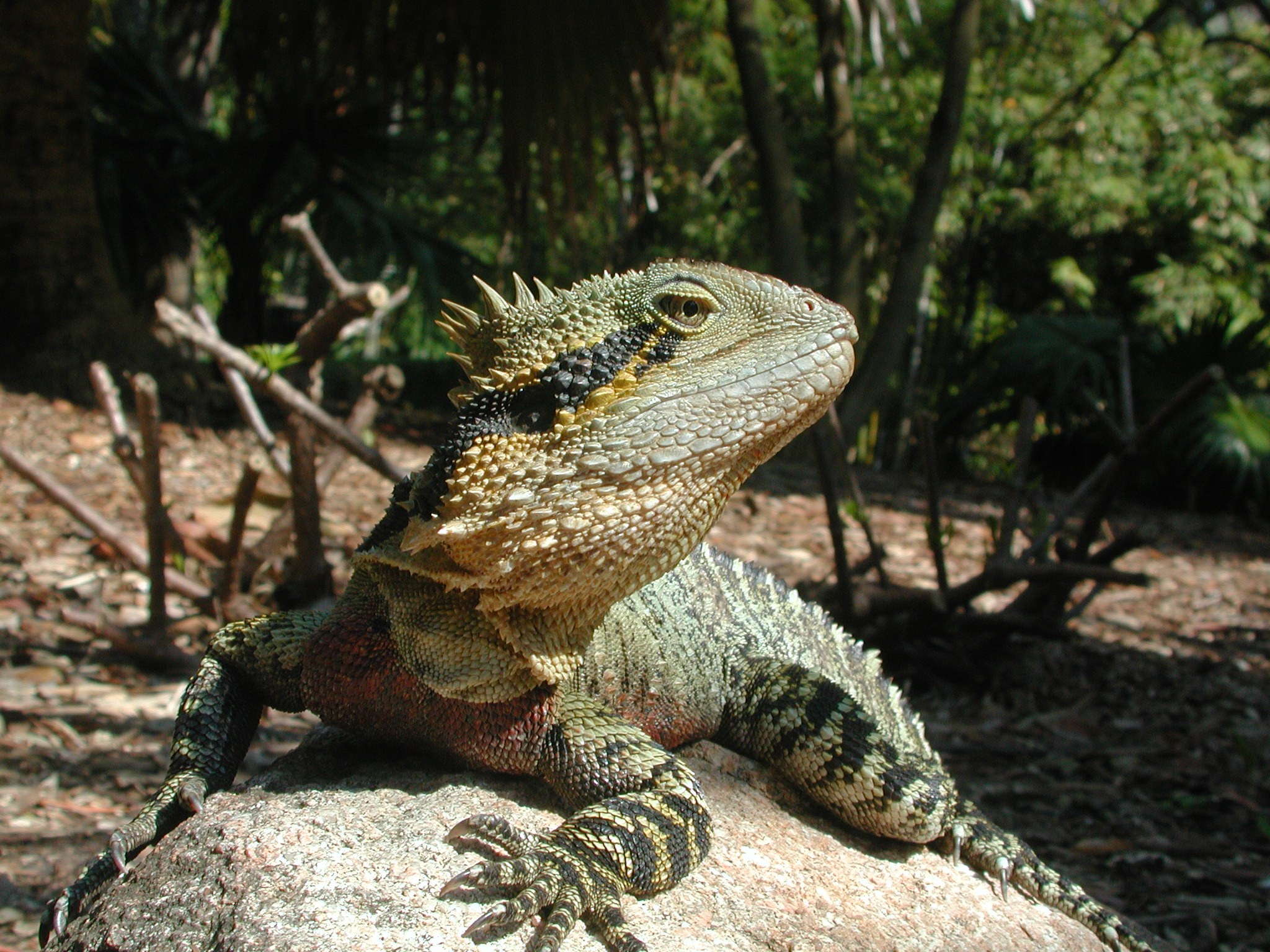
Agama wodna (Physignathus lesueurii)

Jaszczurki są najliczniej reprezentowane właśnie w Australii. Żyjące tam jaszczurki należą do pięciu rodzin. Gekony (Gekkonidae) są reprezentowane przez 114 gatunków w 18 rodzajach, oprócz Tasmanii gdzie nie występują. Płatonogi (Pygopodidae) są endemiczną rodziną australijskiej krainy zoogeograficznej charakteryzującą się smukłym wężowatym ciałem oraz szczątkowymi kończynami tylnymi w kształcie krótkich płatkowatych wyrostków pokrytych łuskami. Do rodziny należą 34 gatunki w ośmiu rodzajach a tylko jeden gatunek nie występuje w Australii. Agamy (Agamidae), rodzina jaszczurek reprezentowana przez 66 gatunków w 13 rodzajach. Warany (Varanidae) liczą tam 26 gatunków. Największy z nich, waran olbrzymi (Varanus giganteus), może osiągać do 2 m długości. Scynki (Scincidae) liczą 389 gatunków mniejszych jaszczurek w 38 rodzajach, które łącznie stanowią około 50% wszystkich australijskich jaszczurek, a wśród nich takie charakterystyczne gatunki jak scynk olbrzymi (Tiliqua scincoides) i scynk krótkoogonowy (Trachydosaurus rugosus).

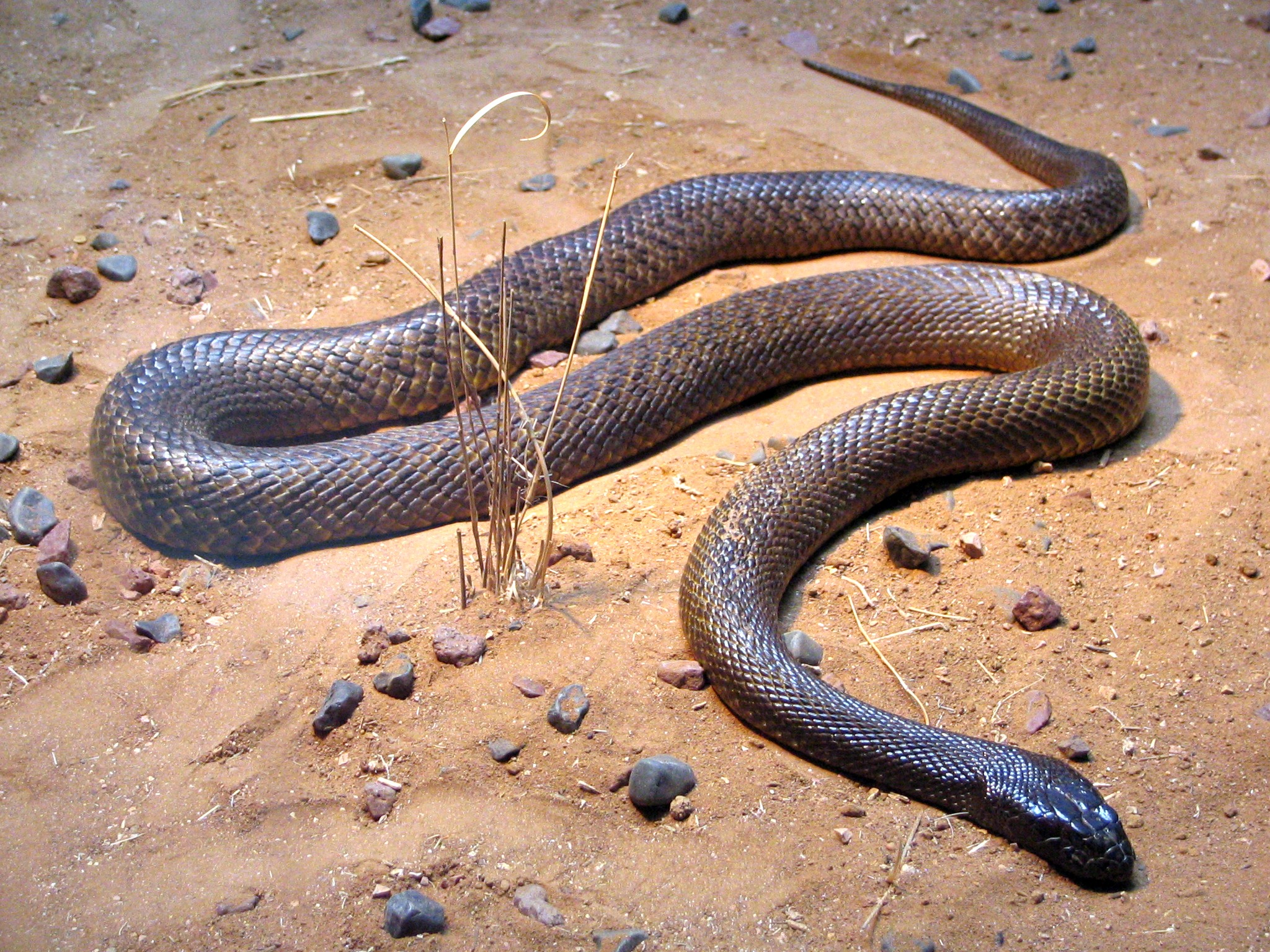
Tajpan pustynny (Oxyuranus microlepidotus)

Australijskie węże należą do 7 rodzin, a Australia jest jedynym kontynentem gdzie węży jadowitych jest więcej niż niejadowitych. Rodzina zdradnicowatych (Elapidae), do której należą najbardziej jadowite węże świata jest licznie reprezentowana. Z około 200 gatunków zdradnicowatych 86 występuje tylko w Australii. Niektórzy jej przedstawiciele to zamieszkujący północną i wschodnią część kontynentu tajpan australijski (Oxyuranus scutellatus), zwany także tajpanem nadbrzeżnym, jest największym jadowitym wężem Australii, dorastającym do ponad 3 metrów długości. Tajpan pustynny (Oxyuranus microlepidotus) występujący głównie w słabo zaludnionych pustynnych częściach środkowej Australii ma najbardziej toksyczny jad ze wszystkich lądowych węży świata.
Wężem odpowiedzialnym za największą liczbę śmiertelnych ukąszeń w Australii jest nibykobra siatkowana (Pseudonaja textilis), która często w poszukiwaniu gryzonii zakrada się do ludzkich siedzib.
Wąż tygrysi (Notechis scutatus) swoją nazwę zawdzięcza skórze w żółto-pomarańczowe pasy, ale bywa też, że cały jest czarny.
Zdradnica śmiercionośna (Acanthopis antarcticus) o trójkątnej głowie i krótkim pękatym tułowiu czeka nieruchomo na zdobycz do połowy ukryta w podszyciu nieraz wiele dni używając jaskrawo ubarwionego ogona jako wabika udającego małego robaka. W razie niebezpieczeństwa nie oddala się, ale polega na swoim kamuflażu przez co ludzie narażeni są na ukąszenie gdy jej nie zauważą odpowiednio wcześnie i podejdą zbyt blisko.
Mulga (Pseudechis australis) pod względem długości ustępuje tylko tajpanowi nadbrzeżnemu zaskoczona lub poirytowana wykazuje niekiedy nietypowe dla węży zachowanie goniąc osobę, która naruszyła jej spokój.
Trzydzieści trzy gatunki z rodziny węży morskich (Hydrophiidae) zamieszkuje morskie wody północnej Australii, a ich jad jest kilkakrotnie silniejszy od jadu kobry indyjskiej. Spośród 3 gatunków węży morskich z rodziny brodawkowcowatych (Acrochordidae) 2 występują w wodach Australii.
Najliczniejszą grupę węży na świecie obejmującą ponad 60% wszystkich węży świata – węże właściwe (Colubridae) reprezentuje tu jedynie 11 gatunków. Żaden z nich nie jest gatunkiem endemicznym i jak się przypuszcza przybyły one z Azji stosunkowo niedawno. Żyje tam również 15 gatunków z rodziny dusicieli (Boidae) (z podrodziny pytonów (Pythoninae)) i 31 gatunków ślepuchowatych (Typhlopidae), które mają małe oczy przysłonięte skórą i prowadzą podziemny, nocny tryb życia żywiąc się przeważnie mrówkami i termitami.

## Płazy

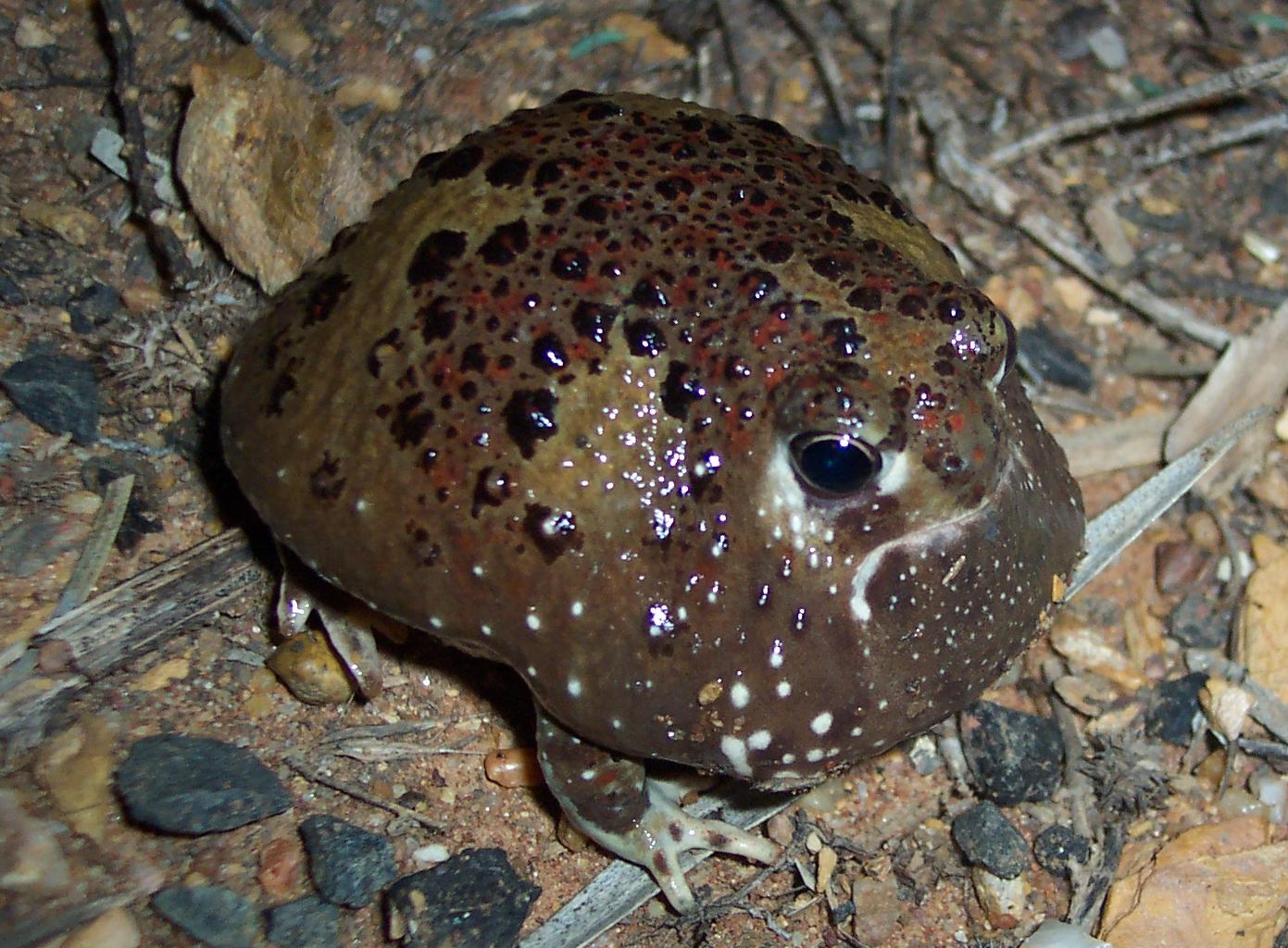
Notaden bennettii

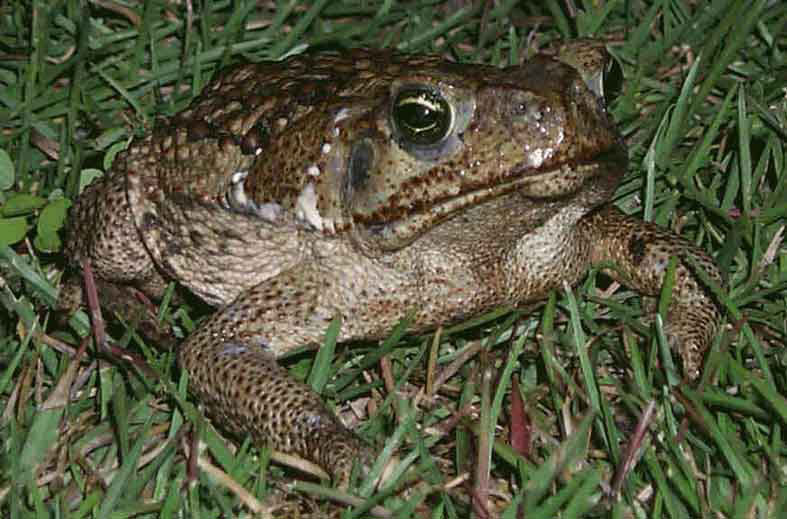
Aga (Bufo marinus), nierozważnie wprowadzona przez człowieka

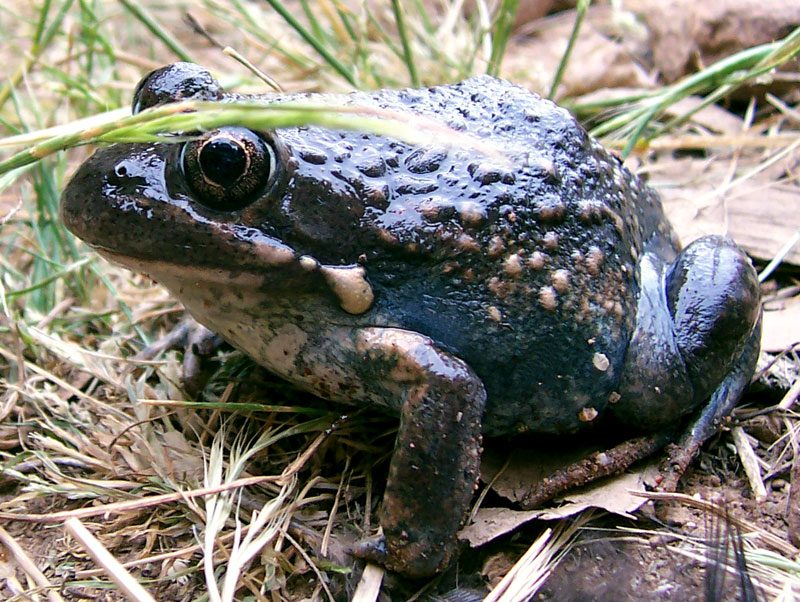
Żaba bagienna wschodnia (limnodynastes dumerilli)

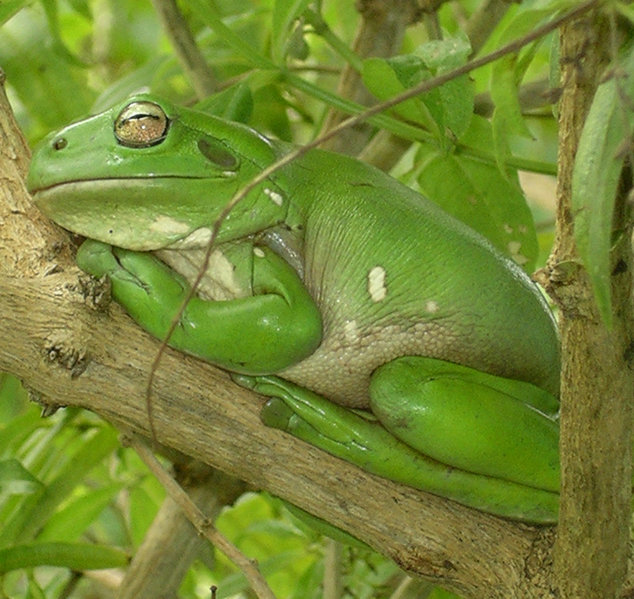
Rzekotka australijska (Litoria caerulea)

Gromada płazów (Amphibia) jest w Australii reprezentowana tylko przez rząd płazów bezogonowych (Anura).
Kontynent ma cztery rodzime rodziny żab i jeden gatunek ropuchy, celowo wprowadzonej w 1935 roku. Ropucha aga (Bufo marinus) została wprowadzona jako broń biologiczna przeciwko szkodnikom upraw trzciny cukrowej. Jak się szybko okazało, tutejsze szkodniki były dla niej niedostępne, gdyż przebywają na górnych częściach trzciny, do której ropucha nie mogła dosięgnąć. Szybko opuściła suche i niegościnne pola trzcinowe i sama stała się plagą. Nie mając wrogów naturalnych poza jednym wężem odpornym na jad znajdujący się w jej skórze, zaczęła wypierać rodzime żaby, zjadać pszczoły miodne wychodzące z uli. Stała się tak liczna, że stała się częstym gościem podwórek gospodarstw domowych, gdzie nawet psy wolą oddać jej swoją karmę, niż narazić się na kontakt z jej jadowitą skórą. Jest największą z ropuch i może dorastać do 25 cm długości, chociaż zwykle nie przekracza 18 cm, a jej naturalnym teren występowania jest obszar obu Ameryk od południa Ameryki Płn. do Patagonii w Ameryce Płd.
Rodzina żab australijskich zwanych żółwinkowatymi (Myobatrachidae) liczy 120 gatunków i 21 rodzajów. Wyróżniającymi się barwą przedstawicielami tej grupy są dwa gatunki żaby z rodzaju Pseudophryne, oba są zagrożone wyginięciem – południowy (Pseudophryne corroboree) i północny (Pseudophryne pengilleyi). Żaby drzewne z rodziny rzekotkowatych (Hylidae) reprezentuje 77 gatunków należących do 3 rodzajów występujących na obszarach o wysokim opadzie deszczu na północnym i wschodnim wybrzeżu. Żaby Microhylidae liczą 18 gatunków w dwóch rodzajach, a ich występowanie ograniczone jest do lasów deszczowych. Do tej rodziny należy najmniejsza żaba (Cophixalus exiguus). Najliczniejszą w gatunki rodzinę płazów bezogonowych na świecie – Ranidae (żabowate) reprezentuje tu tylko jeden gatunek Rana daemeli, żyjąca w lasach deszczowych na północy stanu Queensland.
Najpospolitsze żaby należą do rodzaju Limnodynastes. Żaba bagienna zachodnia (Limnodynastes dorsalis) dorasta do 9 cm, dzień spędza zagrzebana w ziemi, a w nocy wchodzi do wody i pływając żeruje. Dzieli się na liczne podgatunki we wschodniej i zachodniej Australii oraz Tasmanii. Żaba bagienna tasmańska (Limnodynastes tasmaniensis) dorasta do 5 cm długości, prowadzi nocny i naziemny tryb życia. Występuje we wschodniej i południowo-wschodniej Australii oraz na Tasmanii. Samce żaby ćwierkającej (Crinia signifera) dorastają do ok. 2,5 cm, a samice są nieco większe. Swą nazwę zawdzięcza głosowi godowemu samców, który do złudzenia przypomina ćwierkanie owada. Jest pospolita na południowych obszarach Australii, zamieszkuje też Tasmanię i Nową Gwineę. Żabę gęborodną (Rheobatrachus silus) charakteryzuje niezwykły sposób rozmnażania. Samica połyka złożone przez siebie jaja po zapłodnieniu ich przez samca i cały rozwój odbywa się w żołądku samicy aż do przeobrażenia larw w młode żaby. Wtedy samica odruchem wymiotnym wyrzuca je na zewnątrz. Gatunek ten występował w południowo-wschodnim Queenslandzie w Australii, lecz obecnie uznawany jest za wymarły. Żaba katolicka (Notaden bennetti) podobna wyglądem do ropuch, swą nazwę zawdzięcza znajdującej się na środku grzbietu dużej plamie w kształcie krzyża. Osiąga długość 4 cm i prowadzi dzienny tryb życia. Zaniepokojona nadyma ciało i unosi do góry na wyprostowanych nogach. Występuje w południowo-wschodniej Australii. Żaba wodnista (Cyclorana platycephala) dorasta do 7 cm, żyje w suchych, pustynnych obszarach. Jest to możliwe dzięki sposobowi gromadzenia wody podczas pory deszczowej w podskórnych workach limfatycznych i pęcherzu moczowym. Z takim zapasem w okresie suszy zakopuje się pod ziemię. Występuje w centralnej, pustynnej części Australii.
Ostatnio widoczny był znaczny spadek populacji australijskich żab, co można przynajmniej częściowo przypisać epidemii grzybicznej choroby Chytridiomycosis, atakującej te zwierzęta.

## Ryby

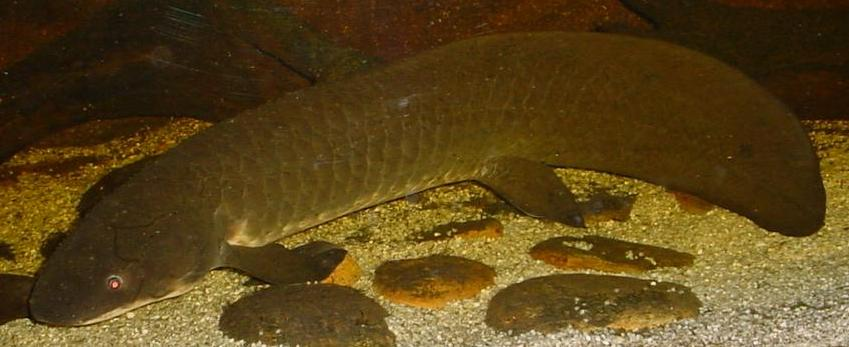
Rogoząb australijski (Neoceratodus forsteri)

Jak się oblicza w wodach Australii żyje ponad 4400 gatunków ryb z czego 90% to endemity. W tej liczbie tylko 170 gatunków to ryby typowo słodkowodne. Jedną z przyczyn tak ubogiej ichtiofauny śródlądowej może być względnie mała liczba rzek i zbiorników wodnych na kontynencie.

### Gatunki słodkowodne
Dwie rodziny słodkowodnych ryb są bardzo archaiczne: rogozębowate (Ceratodontidae) i kostnojęzykowe (Osteoglossidae).
Rogoząb australijski (Neoceratodus forsteri) uważany jest za najbardziej pierwotny gatunek z podgromady dwudysznych (Dipnoi), pochodzący z czasów zanim Australia oddzieliła się od Gondwany. Lepidogalaxias salamandroides żyje w południowo-zachodniej Australii Zachodniej i jest jedną z najmniejszych ryb słodkowodnych mierzący około 7 cm długości. W porze suchej, kiedy jego zbiornik wysycha przeczekuje w wykopanej norze w błocie.
Inne rodziny prawdopodobnie pochodzące jeszcze z Gondwany to: rakietnicowate (Retropinnidae), galaksowate (Galaxiidae) i skalnikowate (Percichthyidae). Pozostałe 70% gatunków australijskich ryb słodkowodnych to pochodzące od gatunków morskich ryb żyjących w tropikalnej części Indopacyfiku, które przystosowały się wtórnie do słodkowodnego środowiska życia. Są to słodkowodne minogi (Cephalaspidomorphi), śledziowate (Clupeidae), plotosowate (Plotosidae) (Melanotaeniidae) i około 50 gatunków z rodziny eleotrowate (Eleotridae) np. Oxyeleotris lineolatus oraz kilka gatunków tęczankowatych (Melanotaniidae) w tym hodowane w akwariach tęczanka większa (Melanotaenia nigrans) i tęczanka mniejsza (Melanotaenia maccullochi). Rodzime słodkowodne ryby poławiane na wędkę to: Lates calcarifer, Macquaria ambigua oraz największa słodkowodna ryba drapieżna Australii Maccullochella peelii peelii żyjąca w sytemie rzecznym Murray-Darling i osiągająca do 150 cm długość i 100 kg masy ciała.
Dwa gatunki słodkowodnych rekinów odkryto w Terytorium Północnym i oba narażone są na wyginięcie.
Pewna liczba egzotycznych ryb słodkowodnych gatunków takich jak: pstrąg potokowy (Salmo trutta m. fario), pstrąg źródlany (Salvelinus fontinalis) i pstrąg tęczowy (Oncorhynchus mykiss), łosoś atlantycki (Salmo salar) i czawycza (Oncorhynchus tshawytscha), ryby z rodzaju Perca, czyli okoni, karp (Cyprinus carpio) i gambuzja pospolita (Gambusia affinis) zostały wprowadzone do wód australijskich celowo przez ludzi i spowodowało to bardzo szkodliwe skutki dla rodzimej ichtiofauny. Gambuzja pospolita jest szczególnie agresywnym gatunkiem nie znoszącym obecności innych ryb, którym obgryza płetwy i przyczyniła się do wygaśnięcia kilku mniejszych rodzimych gatunków ryb. Wprowadzenie pstrąga miało ujemny wpływ dla pewnej liczby rodzimych wyżynnych gatunków: Maccullochella macquariensis, okoń australijski (Macquaria australasica). Wprowadzony karp uważany jest za gatunek destrukcyjny ponieważ inaczej niż rodzime gatunki żeruje przy dnie wyrywając rośliny i zamulając wodę. Spowodowało przetrzebienie roślin wodnych oraz stworzyło niekorzystne warunki dla gatunków źle znoszących mętną wodę. Dodatkowo ryba ta jest niechętnie zjadana przez ludzi tam mieszkających.

### Gatunki morskie

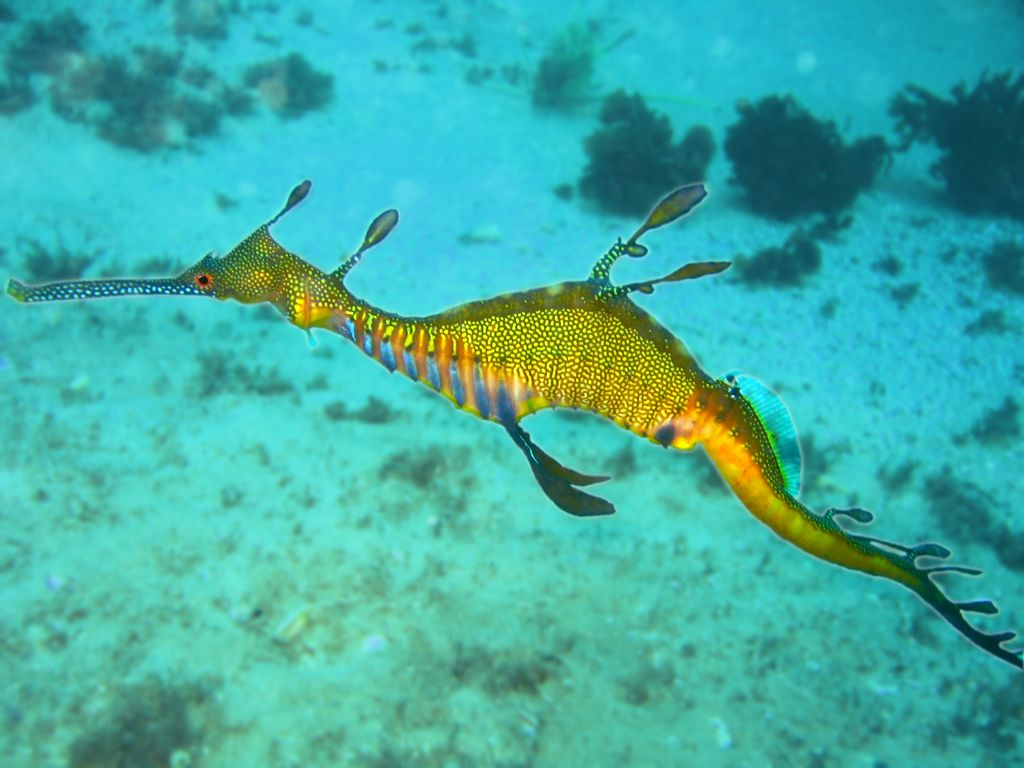
Konik morski z gatunku (Phyllopteryx taeniolatus) występuje w wodach południowej Australii.

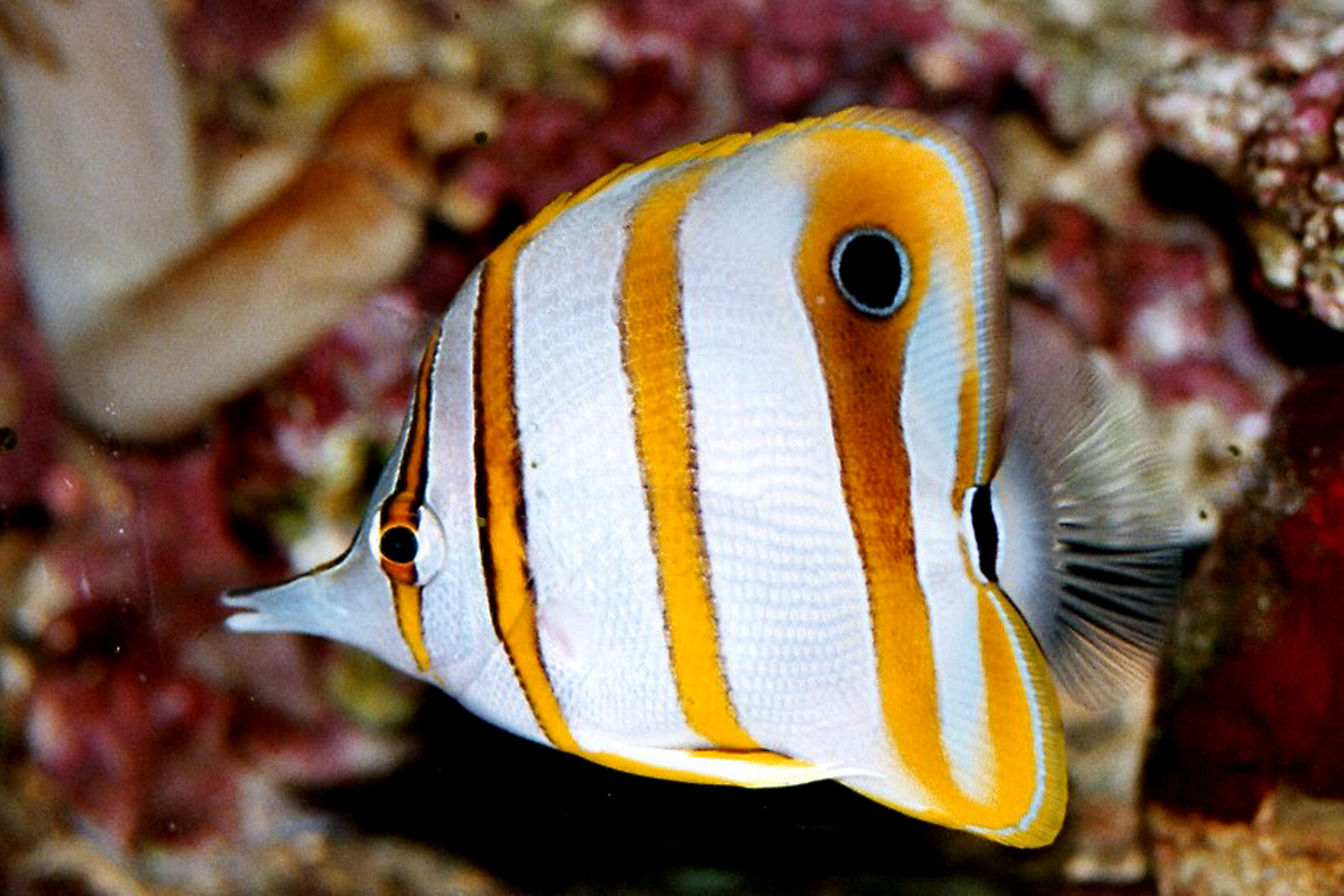
Pensetnik pomarańczowopręgi (Chelmon rostratus)

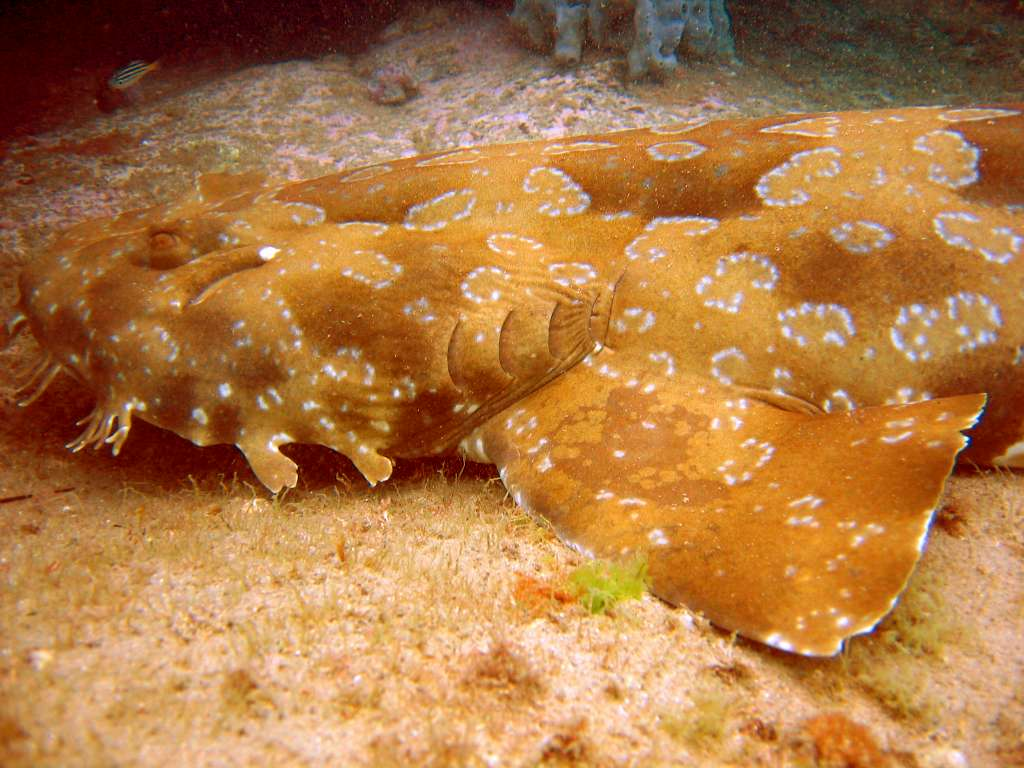
Orectolobus maculatus jest największym spośród rekinów wąsatych, osiągający długość 3,2 m

Australia od zachodu, południa i północnego wschodu graniczy z Oceanem Indyjskim, a od wschodu i północnego wschodu z Oceanem Spokojnym. Przekłada się to na bogactwo fauny morskiej występującej w wodach oblewających kontynent australijski. Ryby są tu reprezentowane przez szereg rodzin a niektóre z bardziej znanych to: murenowate (Muraenidae), hajdukowate (Holocentridae) nazywane też szorstnikami, igliczniowate (Syngnathidae) z rodzajami iglicznie (Syngnathus) i pławikoniki (Hippocampinae) zwane konikami morskimi, u których zapłodniona ikra przechodzi proces inkubacji w torbie u samca uformowanej z płetw brzusznych. Pławikonik australijski (Phyllopteryx eques) charakteryzuje się największym stopniem mimetyzmu spośród wszystkich pławikoników. Jego zielonawobrunatna barwa oraz listkowate i nitkowate wyrostki skórne znakomicie imitują plechy i glony. Żyje tam 80 gatunków z rodziny strzępielowatych (Serranidae), a wśród nich największa z całej gromady kostnych ryb (Osteichthyes) żyjących na rafie koralowej Strzępiel wielki (Epinephelus lanceolatus), który może osiągać 2,7 m długości i masę do 400 kg. Ostrobokowate (Carangidae) z 50 gatunkami metalicznie srebrnych ryb o bocznie spłaszczonym ciele i ryby lucjanowate (Lutjanidae) o wielkich pyskach są popularnymi gatunkami poławianymi przez przemysł rybołówczy. Wielka Rafa Koralowa obfituje w ogromną rozmaitość ryb o małych i średnich rozmiarach reprezentowaną przez ok. 1500 gatunków. Są tam np. ryby z rodziny garbikowatych (Pomacentridae), chetonikowatych (Chaetodontidae), pomakantowatych (Pomacanthidae), babkowatych (Gobiidae), apogonowatych (Apogonidae), wargaczowatych (Labridae), rogatnicowatych (Balistidae), pokolcowatych (Acanthuridae). Jest tam też pewna liczba jadowitych ryb, zetknięcie z którymi może dla człowieka skończyć się śmiercią. Spośród nich rodziny skorpenowatych (Scorpaenoidae), a wśród nich uznawana za jedną z najbardziej jadowitych ryb na świecie szkaradnica (Synanceia verrucosa) i skrzydlica ognista (Pterois volitans), kolcobrzuchowatych (Tetraodontidae). Oprócz tego żyje tam 11 gatunków ogończy (Dasyatidae) mających jadowity kolec na ogonie. Barrakudy (Sphyraena) należą do największych ryb na rafie jednak zjedzenie ich może grozić zatruciem toksyną ciguatera, która paraliżuje mięśnie.
Na głębokości 800 m południowo-wschodniej Australii żyje ryba Psychrolutes marcidus nazywana najbrzydszym zwierzęciem świata. Jej ciało o gąbczastej strukturze ma mniejszą gęstość niż otaczająca je woda co pozwala rybie poruszać się nad dnem niemal bez wysiłku.
Rekiny zamieszkują wszystkie przybrzeżne wody Australii. Jest ich tam 166 gatunków, a w tym 30 gatunków żarłaczy (Carcharhinidae), 32 rekinkowatych (Scyliorhinidae), 6 rekinów wąsatych (Orectolobidae) i 40 koleniowatych (Squalidae). Występują też tam 3 gatunki z rodziny rogatkowatych (Heterodontidae). W 2004 zanotowano 12 ataków rekinów na ludzi w Australii, z których dwa skończyły się śmiercią ludzi. Tylko 3 gatunki stanowią znaczącą groźbę do ludzi: żarłacz tępogłowy (Carcharhinus Leucas), żarłacz tygrysi (Galeocerdo cuvier) i żarłacz biały (Carcharodon carcharias). Kilka popularnych plaż w Queensland i Nowej Południowej Walii odgradza się od rekinów specjalnymi sieciami, które zmniejszyły populację zarówno rekinów niebezpiecznych, jak i nieszkodliwych, które nieraz wplątują się w nie. Połowy rekinów też znacząco zmniejszyły ich liczbę w australijskich wodach tak, że obecnie kilka gatunków jest narażonych na niebezpieczeństwo. Megachasma pelagios, trzeci znany gatunek planktonożernego rekina, który został odkryty w 1976 roku. W 1988 został znaleziony na plaży w Perth, co może sugerować obecność tego rzadkiego i nie do końca zbadanego gatunku w australijskich przybrzeżnych wodach.

## Bezkręgowce
Liczba gatunków zwierząt żyjących w Australii ocenia się na 200 000, a w tym około 96% stanowią bezkręgowce. Dotychczas wiele z tych małych zwierząt jest słabo poznanych. Jak się szacuje 90% owadów oraz mięczaki są uważane za endemity. Bezkręgowce zajmują wszystkie istniejące ekologiczne nisze i są ważną częścią wszystkich ekosystemów. Rozkładają materię organiczną, zapylają kwiaty roślin i są składnikiem łańcucha pokarmowego większych zwierząt.

### Owady
Największą grupą bezkręgowców są owady, które stanowią 75% wszystkich znanych gatunków australijskich zwierząt.
Najliczniejszą grupą owadów jest rząd chrząszczy, których tu opisano 28 200 gatunków. Następne pod względem liczebności z 20 816 gatunkami jest rząd motyli wraz z ćmami. Błonkoskrzydłe liczą 12 781 gatunków, na które składają się mrówki, pszczoły i osy. Muchówki, do których należą muchy i komary, liczą 7786 gatunków. Pluskwiaki równoskrzydłe (Homoptera) (pluskwy, mszyce, cykady...) reprezentuje 5650 gatunków. Prostoskrzydłe (Orthoptera) (pasikoniki, świerszcze, szarańczaki) mają 2827 gatunków.
Nieopatrznie wprowadzono gatunki inwazyjne, które powodują znaczące zmiany środowiskowa: osa europejska, czerwone mrówki ogniste (Solenopsis invicta) z Ameryki Południowej, żółte mrówki (Anoplolepis gracilipes) i dzikie pszczoły miodne, które współzawodniczą z rodzimymi pszczołami.
Entomolodzy odkryli w 1977 na terenie Australii Południowej mrówkę Nothomyrmecia macrops, która jest najprymitywniejszą znaną mrówką na świecie. Jest to dość duża, żółta mrówka przypominająca osy z wypukłymi czarnymi oczami i długimi żuwaczkami podobnymi do zębatych ostrz. Cechuje ją bardzo prosta organizacja społeczna i aktywność przy niższych temperaturach niż większość mrówek.
Karaczan olbrzymi żyjący w stanie Queensland to endemiczny gatunek i największy karaczan świata, u których dorosłe samice osiągają do 80 mm długości. Zamieszkują wykopane przez samca podziemne norki, z których wychodzą tylko kiedy spadnie deszcz aby zbierać spadłe liście, którymi się żywią.

### Pajęczaki
W Australii żyje wiele różnych pajęczaków (Arachnida), w tym 135 gatunków pająków (Aranea). Spośród nich szczególnie jadowity jest atraks (Atrax robustus). W Australii występuje również zwyczajowo nazywany czarną wdową Latrodectus hasselti, którego jad nie zagraża życiu dorosłych, zdrowych, nie uczulonych na żaden ze składników jadu ludzi. Oprócz tego tysiące gatunków drobniejszych z rzędu roztoczy (Acarina). Także osiem gatunków zaleszczotków (Pseudoscorpionida) oraz około 44 gatunków skorpionów (Scorpiones).

### Skąposzczety
Żyją tam dwie rodzime rodziny lądowych skąposzczetów (Oligochaeta): Enchytraeidae i Megascolecidae, do której należy największa na świecie dżdżownica australijska (Megascolides australis) żyjąca tylko na terenie Gippsland w stanie Wiktoria, a jej rekordowa długość może dochodzić do 3,7 m długości. Znacznie więcej występuje rodzin skąposzczetów o wodnym trybie życia niż rodzin lądowych.

### Skorupiaki

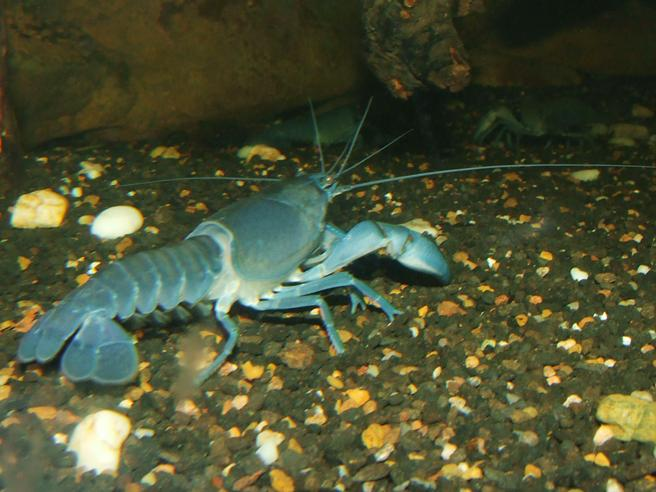
Pospolity rak Cherax destructor

Słodkowodne skorupiaki z dużej rodziny Parastacidae, reprezentowane są przez 124 gatunki słodkowodnych raków. Wśród australijskich gatunków jest zarówno najmniejszy, jak i największy rak świata. Najmniejszy to Tenuibranchiurus glypticus, który nie przekracza 30 mm długości, a największy rak świata to żyjący na Tasmanii Astacopsis gouldi, który może osiągać 76 cm długości i ważyć 4,5 kg. Do rodzaju Cherax należy pospolity Cherax destructor oraz Cherax tenuimanus, a także australijski rak czerwonoszczypcy Cherax quadricarinatus. Gatunki z rodzaju Engaeus, powszechnie znane jako raki lądowe, gdyż więcej czasu niż w wodzie spędzają w wykopanych jamkach, też występują w Australii. W Australii żyje siedem gatunków słodkowodnych krabów z rodzaju Austrothelphusa. Kraby ukrywają się w norkach przy brzegach wód i mogą zatykać swoje jamki, by w ten sposób przeżyć kilka lat w okresie suszy. Słodkowodne górskie krewetki Allanaspides hickmani zamieszkuje tylko Tasmanię i należy do szczególnej bardzo pierwotnej grupy, podobne gatunki znaleziono w osadach kopalnych z okresu około 200 mln lat temu.

### Bezkręgowce morskie

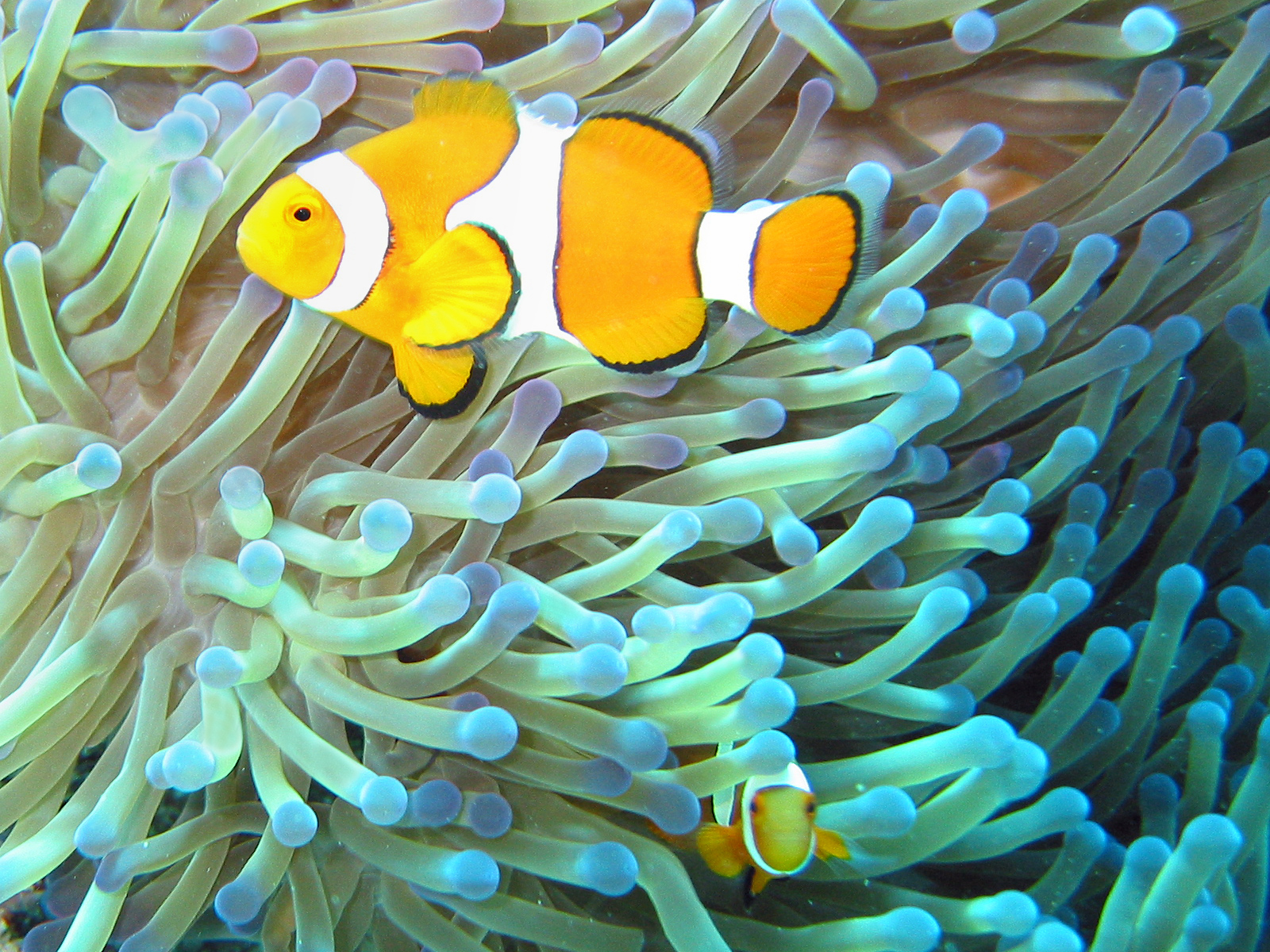
Ukwiał wspaniały (Heteractis magnifica) jest domem dla błazenka okoniowego (Amphiprion ocellaris) na Wielkiej Rafie Koralowej.

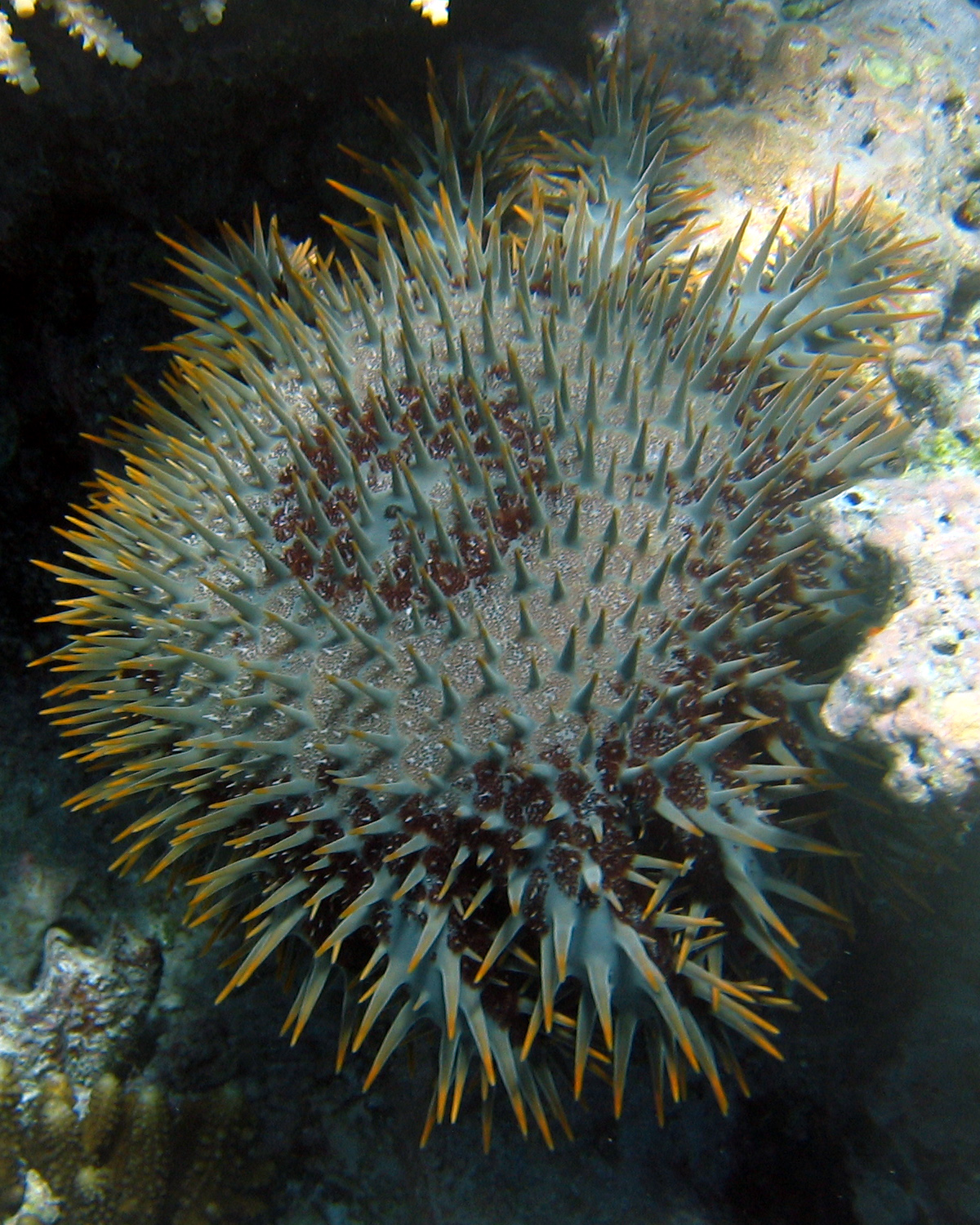
Rozgwiazda korona cierniowa (Acanthaster planci)

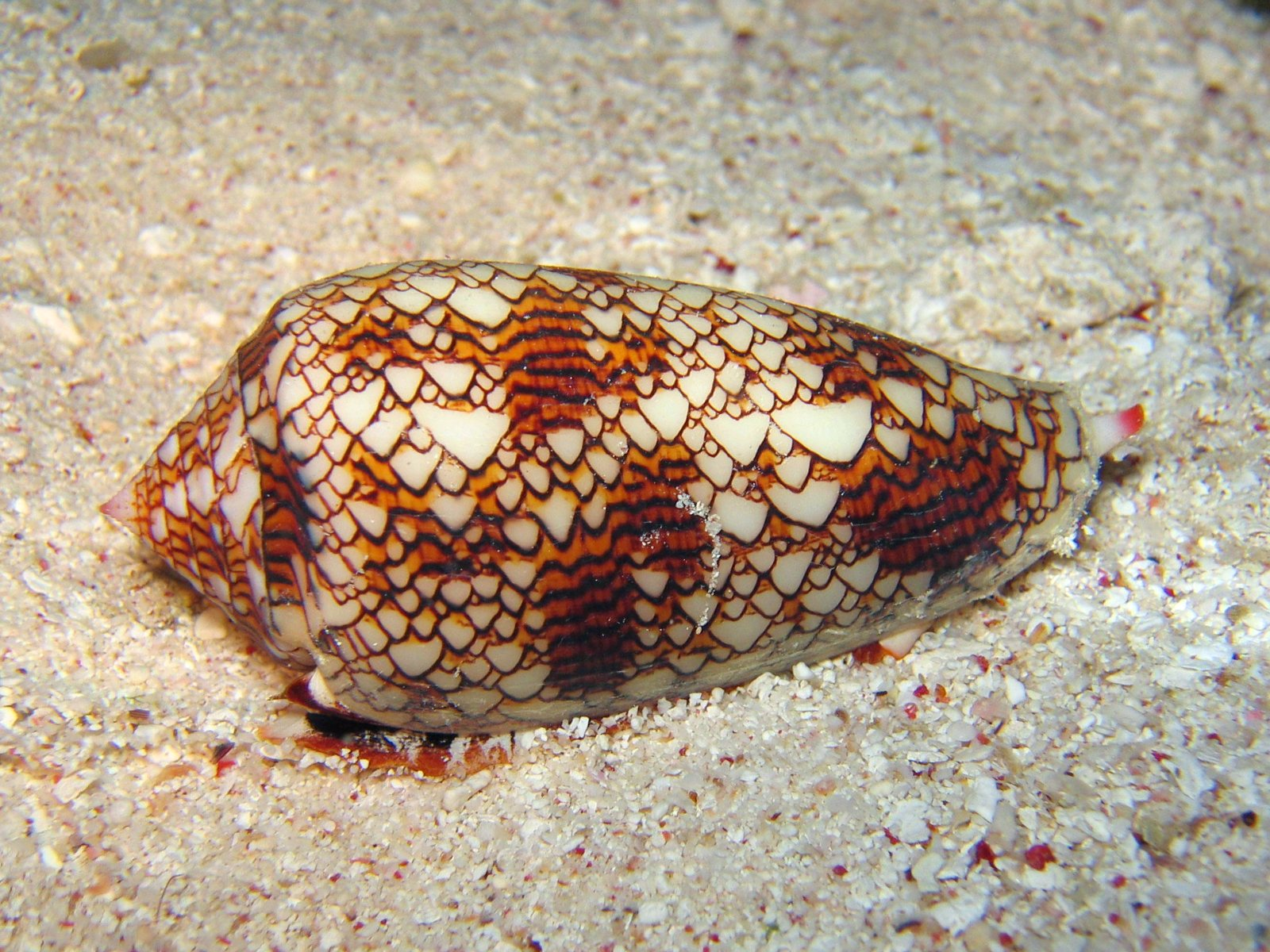
Ślimak morski należący do stożków (Conus textile)

Obszarem gdzie występuje ogromna rozmaitość morskich bezkręgowców jest Wielka Rafa Koralowa. Na tę rozmaitość składają się między innymi: gąbki (Porifera), żebropławy, czyli bezparzydełkowce (Ctenophora) i parzydełkowce (Cnidaria) w tym krążkopławy (Scyphozoa), czyli popularne meduzy, koralowce (Anthozoa), w tym rząd ukwiały (Actiniaria). Szkarłupnie (Echinodermata), w tym jeżowce (Echinoidea), rozgwiazdy (Asteroidea), wężowidła (Ophiuroidea), strzykwy (Holothuroidea), ramienionogi (Brachiopoda). Mięczaki (Mollusca), w tym ślimaki (Gastropoda), kałamarnice (Teuthoidea), ośmiornice (Octopoda), ostrygi (Ostreidae), małże (Bivalvia) i chitony (Polyplacophora). Niektóre bezkręgowce są bardzo jadowite jak np. meduza osa morska (Chironex fleckeri), zetknięcie z którą może skończyć się śmiercią po kilku minutach, ośmiornice z rodzaju Hapalochlaena, które dysponują trucizną o nazwie tetrodotoksyną, tak potężną, że ta zabija polujące na nie drapieżniki, oraz dziesięć gatunków stożków (Conidae), ślimaków, który ukłucie jadowitym kolcem może spowodować śmierć z powodu trudności z oddychaniem.
Rozgwiazda korona cierniowa (Acanthaster planci), żywiąca się głównie polipami zazwyczaj występuje na rafie w małym zagęszczeniu. Jeśli jednak rozmnoży się zbytnio może doprowadzić do jej zniszczenia. Inne morskie bezkręgowce mogące stanowić zagrożenie dla istnienia rafy to np. rodzimy jeżowiec purpurowy (Strongylocentrotus purpuratus) i jeżowiec biały, które przy braku naturalnych wrogów rozmnażają się w nadmiarze i potrafią zamienić podwodne łąki w gołe skały. Wprowadzone obce gatunki małży jak azjatycki (Musculista senhousia), nowozelandzki (Perna canaliculus) i południowoamerykański (Mytilopsis sallei) wypierają rodzime małże.
Morskie skorupiaki w australijskich wodach reprezentowane są przez siedem gromad. Najlepiej poznaną z nich jest gromada pancerzowców (Malacostraca), do której należą jadalne gatunki. W ciepłych wodach północnej Australii żyje wiele gatunków skorupiaków z rzędu dziesięcionogów (Decapoda), a w tym kraby, fałszywe kraby (Anomura), kraby pustelniki, homary i krewetki. Torboraki (Peracarida) w tym obunogi (Amphipoda) i równonogi (Isopoda) występują w większej różnorodności w zimniejszych wodach południowej Australii. Słabiej poznane gromady to łopatonogi (Remipedia), podkowiastogłowe (Cephalocarida), skrzelonogi (Branchiopoda), Maxillopoda (pąkle, widłonogi i tarczenice (Branchiura)) i małżoraczki (Ostracoda). Na Tasmanii żyje gatunek tasmańskiego olbrzymiego raka (Pseudocarcinus gigas), będący drugim co do wielkości gatunkiem raka świata, żyjący w głębokiej wodzie i ważący do 13 kg. Żyje też tam nieposiadający szczypiec homar Panulirus cygnus.

## Wpływ człowieka
Od początku swojej kolonizacji Australii człowiek wykorzystywał zastane zwierzęta jako źródło żywności, skór, sportu. Aborygeni też w szerokim zakresie korzystali z australijskiej fauny, jednak uważa się, że ich wpływ na zubożenie gatunków jest dużo mniejszy niż wpływ europejskich osadników. Tubylcy regularnie używali ognia aby powstrzymać wegetację i ułatwić polowanie oraz aby zmienić florę danego obszaru a co za tym idzie przyciągnąć zwierzęta na które chcieli polować jak kangury. Taka modyfikacja środowiska mogła zubożyć faunę o niektóre gatunki dla których zabrakło warunków do życia. Przypuszcza się, że taki los spotkał wielkiego nielotnego ptaka nielotne ptaki z rodzaju Genyornis, które nie potrafiły przystosować się na zubożoną dietę.
Człowiek dwukrotnie kolonizował Australię i za każdym razem przyroda ponosiła duże straty. Wydawać by się mogło, że Aborygeni żyjący w zgodzie ze środowiskiem naturalnym nie mieli możliwości aby zachwiać zastaną równowagą w przyrodzie. Jednak nic bardziej mylnego, ponieważ sprowadzili psy, które z powrotem zdziczały. Przed nimi wiele gatunków zwierząt nie potrafiło się obronić. Dzisiaj jeszcze nie wiemy ile z nich wymarło z powodu nagłego wtargnięcia łożyskowego drapieżnika polującego stadnie. Torbacze nie miały czasu ewolucyjnego aby wykształcić sposoby obrony przed nimi.
Podczas kolonizacji angielskiej na kontynent australijski sprowadzono wiele nowych gatunków. Część z nich znalazła dobre warunki do rozwoju (np. króliki) i zaburzyła ekosystem. Szereg gatunków wyginęło np. wilkowór tasmański z którym w symbiozie żył diabeł tasmański (odżywiał się padliną pozostawioną przez wilkowora). Brak padliny spowodował, że w poszukiwaniu żywności diabeł tasmański zbliżył się do siedzib ludzkich i stał się uciążliwym sąsiadem. Nękany przez nieznaną chorobę jest zagrożony wyginięciem. Objęcie ochroną niedźwiadka koala poskutkowało tak dużym przyrostem populacji w niektórych rejonach, że zaczyna mu brakować pokarmu.
Dzikie króliki w liczbie 24 zostały sprowadzone z Europy w 1859 r. jako zwierzyna przez pewnego farmera mieszkającego w stanie Wiktoria. W niedługim czasie rozmnożyły się do tego stopnia, że stały się plagą dla ochrony przed którą wzniesiono płot odgradzający najbardziej zaludnioną wschodnią część Australii. Dopiero w 1950 r. po sprowadzeniu z Brazylii odkrytego tam wirusa atakującego króliki wywołującego chorobę myksomatozę wyginęło pół miliarda sztuk co stanowiło 99,8% populacji. Jednak te, które przetrwały okazały się odporne na chorobę i znowu zaczęły się nadmiernie rozmnażać. W latach 90. sprowadzono chorobę calicivirus, która znowu zabiła miliony. Część okazała się odporna i za kilka lat problem się powtórzy
Wszystko to spowodowało w ostatnich latach bardzo restrykcyjną politykę władz australijskich, która całkowicie zabrania przywozu żywych zwierząt nie występujących na kontynencie.

## Kopalne olbrzymy
Na podstawie wykopalisk i badań paleontologicznych stwierdzono, że w przeszłości żyły w Australii zwierzęta znacznie przewyższające rozmiarami gatunki istniejące obecnie. W epoce miocenu zamieszkiwał Australię duży nielotny ptak Bullockornis planei, który dorastał do 2,5 m wysokości i 250 kg masy ciała. Jak się ocenia jeszcze ok. 40 tys. lat temu żył tutaj olbrzymi gatunek z rodziny waranów (Varanidae). Ta olbrzymia jaszczurka megalania (Megalania prisca – choć obecnie sugeruje się, że zwierzę to mogło, jak współczesne warany, należeć do rodzaju Varanus) mogła osiągać długość ciała 4,5–6 m i masę 400 – 600 kg. Jej zdobyczą mógł być diprotodon (Diprotodon optatum), największy znany torbacz w historii życia na ziemi, który dochodził do 2 m wysokości w kłębie, ponad 3 m długości ciała przy masie ciała do 3000 kg, a więc dorównywał rozmiarami dużemu hipopotamowi. Uważa się też, że prowadził podobny tryb życia, gdyż znakomicie zachowane ich szkielety odkrywano w słonych glinach australijskich jezior. Jeszcze w historycznych czasach żyły tu krewniacy kangura rudego znacznie przewyższający go wzrostem z rodzajów Palorcheste i Procoptodon. A kilka tysięcy lat temu wymarł nadrzewny torbacz o czaszce podobnej do lwiej i zgryzie przypominającym nożyce, którego nazwano lwem workowatym (Thylacoleo carnifex). Jeszcze w plejstocenie Australię zamieszkiwały również wielkie żółwie lądowe z rodzaju Meiolania, osiągające nawet 2,5 m długości. Ich cechą charakterystyczną były podobne do rogów wyrostki na głowie i chroniony kolcami ogon. Najnowsze badania dowodzą, iż to człowiek mógł przyczynić się do wyginięcia żółwi z rodzaju Meiolania, na kontynencie Australijskim.

## Ochrona
Wiele australijskich gatunków zwierząt jest chroniona przez ustawodawstwo państwowe. Wyjątkiem, który obecnie nie potrzebuje takiej ochrony są kangury rude, gdyż nie są zagrożone wyginięciem, a radzą sobie znakomicie wykorzystując np. poidła dla owiec w miejscach gdzie wcześniej z braku wody nie występowały licznie. Federalna ustawa o Ochronie Środowiska Naturalnego i Bioróżnorodności z 1999 roku (EPBC Act) była uchwalona aby wykonać zobowiązanie Australii jako sygnatariusza Konwencji o Biologicznej Różnorodności z 1992 roku. Ustawa ta obejmuje ochroną całą rodzimą australijską faunę i zapewnia wykrywanie oraz szybką ochronę zagrożonych gatunków. W każdym stanie i terytorium istnieje ustawowy obowiązek sporządzania listy zagrożonych gatunków. Obecnie 380 gatunków zwierząt jest sklasyfikowane jako narażone na niebezpieczeństwo lub zagrożone pod EPBC Act. Inne gatunki są ochraniane pod ustawodawstwem stanowym i terytorium.
Utworzenie kompletnych katalogów wszystkich gatunków w granicach Australii zostało podjęte, aby chronić australijską faunę i jej bioróżnorodność. W 1973 rząd federalny założył Australijskie Biologiczne Zasoby Naukowe (ARBS), które koordynują badania w systematyce, identyfikowaniu, klasyfikacji i rozdziale flory i fauny. ARBS utrzymuje wolne online bazy danych katalogujące wiele z opisanej australijskiej flory i fauny.

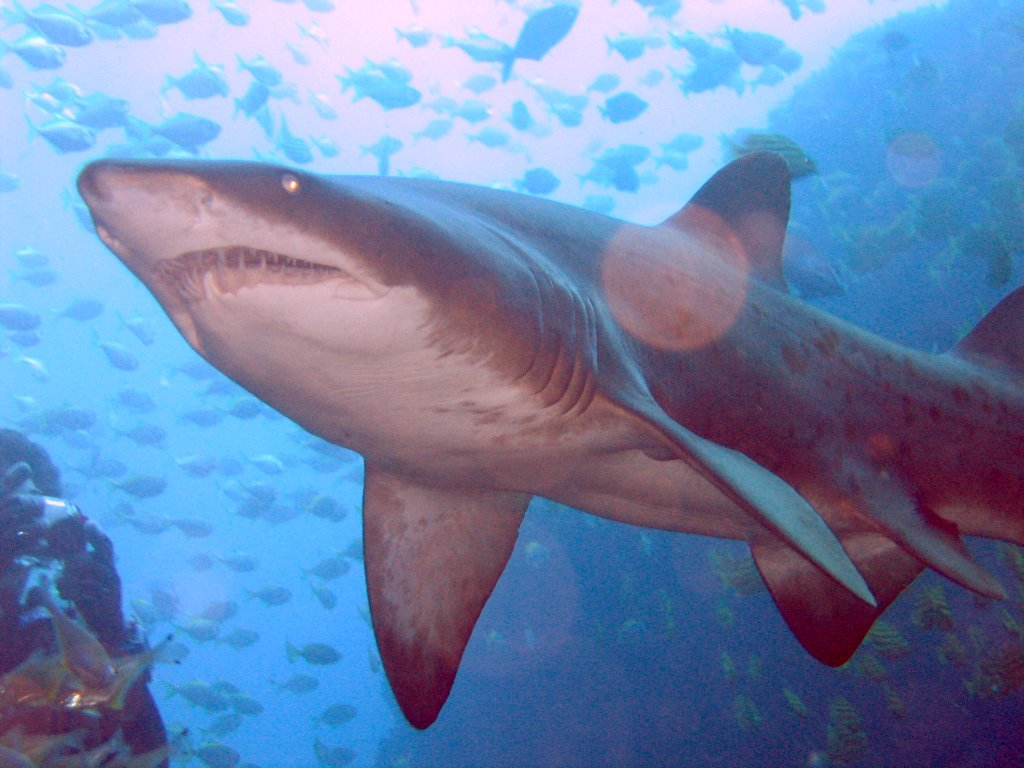
rekin piaskowy (Carcharias taurus) osiągnął stan krytyczny zagrożenia na australijskim wschodnim wybrzeżu.

Australia jest członkiem Międzynarodowej Komisji Wielorybnictwa (IWC – International Whaling Commission) i zdecydowanie przeciwstawia się handlowym połowom waleni. W australijskich wodach wszystkie ich gatunki są chronione. Australia jest też sygnatariuszem do CITES
(Convention International of Trade of Endangered Species – Międzynarodowa Konwencja o Handlu Gatunkami Zagrożonymi Wyginięciem). Obszary chronione utworzono w każdym stanie i terytorium aby ochronić i zachować unikatowe ekosystemy kontynentu. Obszary te obejmują parki narodowe i inne rezerwaty, jak również 64 wetlands zarejestrowane pod konwencją ramsarską (Ramsar Convention on Wetlands) i 16 Miejsc Światowego Dziedzictwa UNESCO. W 2002 roku 10,8% (774.619,51 km²) z całkowitego obszaru lądu Australii było w granicach obszarów chronionych. Także obszary morskie były wydzielane do stref chronionych aby zachować występującą tam bioróżnorodność. W 2002, obszary te pokrywały około 7% (646.000 km²) będących w morskich granicach Australii. Wielka Rafa Koralowa jest zamieniona w wielki Park Marynistyczny, który znajduje się pod federalnym i państwowym ustawodawstwem. Kilka z obszarów rybołówczych Australii zostało już wyeksploatowanych i ustanowiono przydziały odłowowe aby zachować odpowiedni poziom populacji wielu morskich gatunków.
Raport o stanie środowiska naturalnego z 2001 przygotowany przez niezależnych badaczy na zlecenie rządu federalnego, informował, że pogorszyło się ono od poprzedniego sprawozdania w 1996. Szczególnie zwrócono uwagę na konieczność większej ochrony dzikiej przyrody, oraz wskazano, że wiele procesów, tj. zasolenie, zmiany warunków hydrologicznych, jałowienie ziemi, fragmentacja ekosystemów i problemy wynikające z powodu inwazji obcych gatunków to główne problemy dla ochrony bioróżnorodności Australii.